# Liste der Biografien/Mag
Liste der Biografien |
Portal Biografien |
Personensuche
# |
A |
B |
C |
D |
E |
F |
G |
H |
I |
J |
K |
L |
M |
N |
O |
P |
Q |
R |
S |
T |
U |
V |
W |
X |
Y |
Z |
?
 
Ma |
Mb |
Mc |
Md |
Me |
Mf |
Mg |
Mh |
Mi |
Mj |
Mk |
Ml |
Mm |
Mn |
Mo |
Mp |
Mq |
Mr |
Ms |
Mt |
Mu |
Mv |
Mw |
Mx |
My |
Mz
 
Maa |
Mab |
Mac |
Mad |
Mae |
Maf |
Mag |
Mah |
Mai |
Maj |
Mak |
Mal |
Mam |
Man |
Mao |
Map |
Maq |
Mar |
Mas |
Mat |
Mau |
Mav |
Maw |
Max |
May |
Maz
Die Liste der Biografien führt alle Personen auf, die in der deutschsprachigen Wikipedia einen Artikel haben. Dieses ist eine Teilliste mit 958 Einträgen von Personen, deren Namen mit den Buchstaben „Mag“ beginnt.

## Mag
- Mag Uidhir, Conchobhar (1616–1645), irischer Adliger und Rebellenführer
- Mag, Wolfgang (1938–2024), deutscher Wirtschaftswissenschaftler

### Maga
- Maga, Herrscher der Charakene
- Maga, Esteban (* 1984), uruguayischer Fußballspieler
- Maga, Hubert (1916–2000), beninischer Präsident, Mitglied der Nationalversammlung (Frankreich)
- Mága, Othmar (1929–2020), deutscher Dirigent
- Magaard, Andreas (* 1998), dänischer Handballspieler
- Magaard, Friedemann (* 1965), deutscher evangelisch-lutherischer Theologe
- Magaard, Gothart (* 1955), deutscher evangelisch-lutherischer Theologe
- Magaard, Lorenz (1934–2020), deutscher Ozeanograph
- Magaddino, Stefano (1891–1974), US-amerikanischer MafiosoStefano Magaddino (1891–1974)

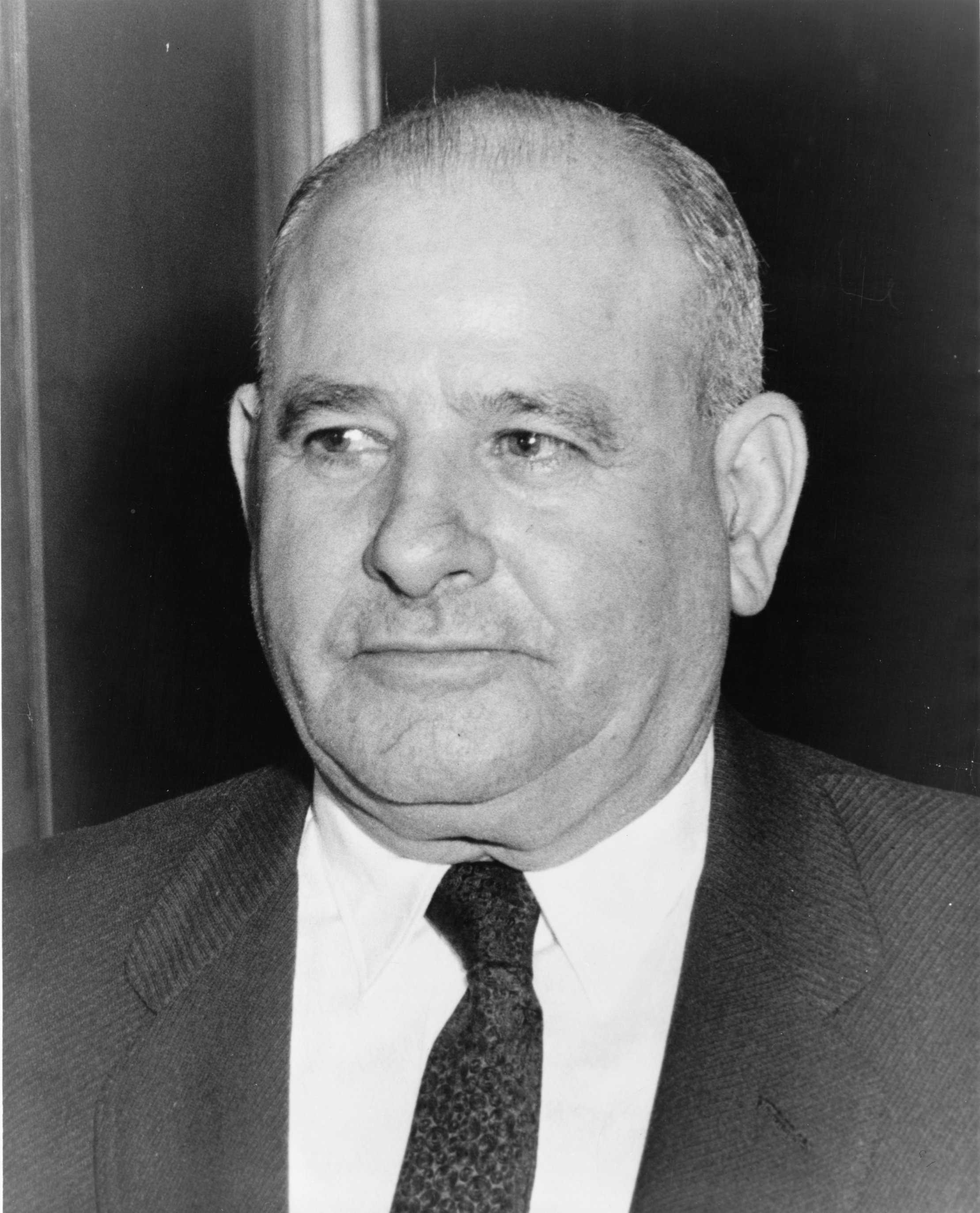
Stefano Magaddino (1891–1974)

- Magagi, Djibo Salamatou Gourouza, nigrische Politikerin
- Magagi, Laouan (* 1960), nigrischer Politiker
- Magagula, Jonathan (* 1954), eswatinischer Boxer
- Magaia, Hildah (* 1994), südafrikanische Fußballspielerin
- Magaia, Lina (1940–2011), mosambikanische Schriftstellerin, Journalistin und Widerstandskämpferin
- Magakjan, Iwan Georgijewitsch (1914–1982), sowjetischer Geologe
- Magakwe, Simon (* 1986), südafrikanischer Leichtathlet
- Magál, Jiří (* 1977), tschechischer Skilangläufer
- Magal, Moran (* 1984), israelische Sängerin, Pianistin und Komponistin
- Magal, Ruslan Iwanowitsch (* 1991), russischer Fußballspieler
- Magal, Yinon (* 1969), israelischer Politiker
- Magala, Sisanda (* 1991), südafrikanischer Cricketspieler
- Magaldi, Agustín (1898–1938), argentinischer Tangosänger und -komponist
- Magaletti, Valentina (* 1977), italienische Schlagzeugerin, Vibraphonistin und KomponistinValentina Magaletti (* 1977)

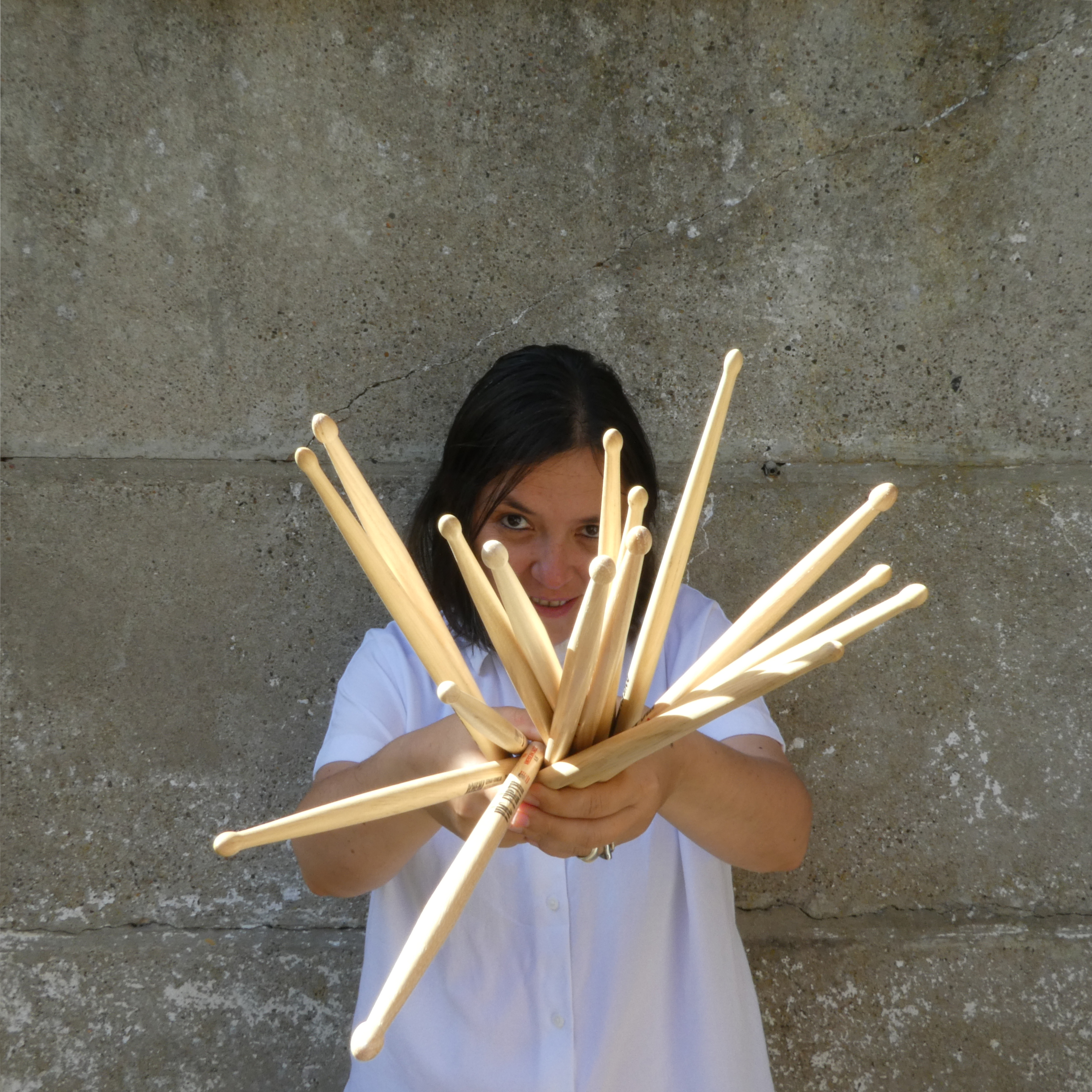
Valentina Magaletti (* 1977)

- Magalhães Azevedo, Wanderley (1966–2006), brasilianischer Radrennfahrer
- Magalhães de Azeredo, Carlos (1872–1963), brasilianischer Diplomat, Journalist und Schriftsteller
- Magalhães Godinho, Vitorino (1918–2011), portugiesischer Historiker
- Magalhães Silva, Cleidimar (* 1982), brasilianischer Fußballspieler
- Magalhães, Álvaro (* 1961), portugiesischer Fußballspieler
- Magalhães, Ana Vitória (* 2000), brasilianische RadrennfahrerinAna Vitória Magalhães (* 2000)

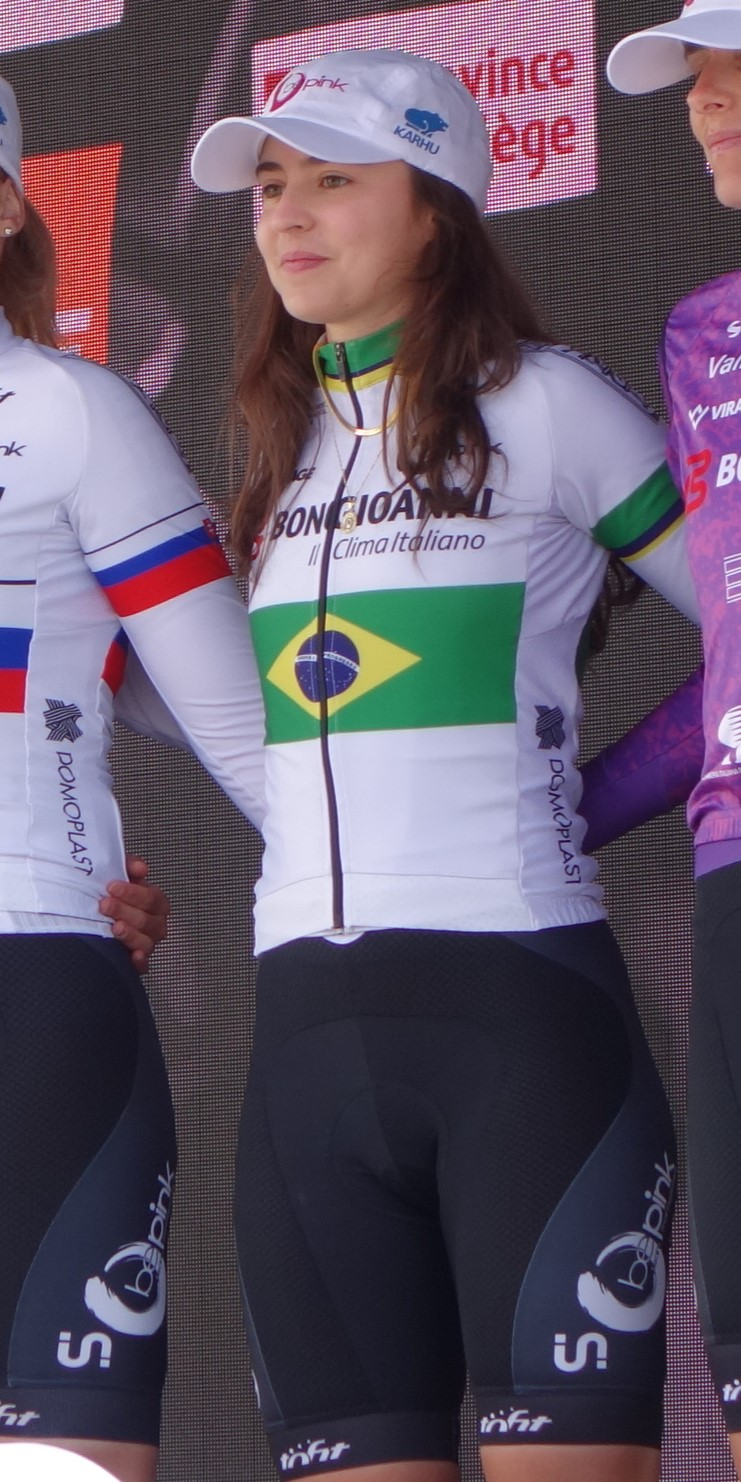
Ana Vitória Magalhães (* 2000)

- Magalhães, Antônio Carlos (1927–2007), brasilianischer Politiker
- Magalhães, Bruno (* 1980), portugiesischer Rallyefahrer
- Magalhães, Démosthenes (* 1909), brasilianischer Fußballspieler
- Magalhães, Fábio (* 1988), portugiesischer Handballspieler
- Magalhães, Fábio Luiz (* 1979), brasilianischer Beachvolleyballspieler und Weltmeister
- Magalhães, Fernando (1878–1944), brasilianischer Gynäkologe, Geburtshelfer und Hochschullehrer
- Magalhães, Fernando († 2013), portugiesischer Journalist und Korrespondent für RTP
- Magalhães, Fidelis Leite (* 1980), osttimoresischer Politiker und Stabschef des osttimoresischen Präsidenten
- Magalhães, Filipe de (1571–1652), portugiesischer Komponist
- Magalhães, Gabriel (* 1983), brasilianischer Fußballtrainer
- Magalhães, Jaime (* 1962), portugiesischer Fußballspieler
- Magalhães, José Vieira Couto de (1837–1898), brasilianischer Schriftsteller, Jurist und Politiker
- Magalhães, Nívio Leite (* 1981), osttimoresischer Politiker und Diplomat
- Magalhães, Paulo (* 1989), brasilianisch-chilenischer Fußballspieler
- Magalhães, Pedro Ayres (* 1959), portugiesischer Musiker, Komponist und Musikproduzent
- Magalhães, Raphael de Almeida (1930–2011), brasilianischer Rechtsanwalt und Politiker
- Magalhães, Romildo (1946–2024), brasilianischer Politiker
- Magall, Miriam (1942–2017), deutsch-israelische Schriftstellerin, Übersetzerin und Publizistin
- Magallán, Lisandro (* 1993), argentinischer Fußballspieler
- Magallanes Moure, Manuel (1878–1924), chilenischer Schriftsteller, Literaturkritiker und Maler
- Magallanes, Adelfo (1910–1988), peruanischer Fußballspieler
- Magallanes, Federico (* 1976), uruguayischer Fußballspieler
- Magallanes, José, uruguayischer Fußballspieler
- Magallanes, Juan Pablo (* 1982), mexikanischer Radrennfahrer
- Magallanes, Paloma (* 2004), mexikanische Fußballspielerin
- Magallón Puebla, Susana Aurora, mexikanische Biologin
- Magallón, Jonny (* 1981), mexikanischer Fußballspieler
- Magaloff, Nikita (1912–1992), russischer Pianist
- Magalona, Enrique (1891–1960), philippinischer Jurist und Politiker
- Magalotti, Lorenzo (1584–1637), italienischer Kardinalstaatssekretär
- Magalotti, Lorenzo (1637–1712), italienischer Gelehrter, Dichter und Diplomat
- Magálová, Kamila (* 1950), slowakische Schauspielerin, Sängerin und Unternehmerin
- Magaltadse, Roin (* 1941), sowjetischer Judoka
- Magama, Fikile (* 2002), südafrikanische Fußballspielerin
- Magambo, Serapio Bwemi (1928–1995), ugandischer römisch-katholischer Geistlicher, Bischof von Fort Portal
- Magan, George, Baron Magan of Castletown (* 1945), konservativer Politiker und Mitglied des House of Lords
- Magan, Ruán (* 1968), britischer Filmregisseur und Drehbuchautor
- Magaña Borja, Álvaro Alfredo (1925–2001), salvadorianischer Präsident
- Magaña Esquivel, Antonio (1909–1987), mexikanischer Literaturwissenschaftler, Schriftsteller und Regisseur
- Magaña García, Sabás (1921–1990), mexikanischer Geistlicher, Bischof von Matamoros
- Magaña, Delia (1903–1996), mexikanische Schauspielerin
- Magaña, Gildardo (1891–1939), mexikanischer Revolutionär und Politiker
- Magaña, Margarita (* 1979), mexikanische Schauspielerin und Model
- Magaña, Raúl (1940–2009), salvadorianischer Fußballspieler
- Magande, Ng'andu (* 1947), sambischer Politiker, Finanzminister
- Maganga Gorra, Guy (* 1993), gabunischer Sprinter
- Magangani, Fanuel, anglikanischer Bischof in Malawi
- Maganini, Quinto (1897–1974), US-amerikanischer Komponist, Flötist und Dirigent
- Maganow, Rawil Ulfatowitsch (1954–2022), russischer Manager
- Maganza, Alessandro (1556–1632), italienischer Maler
- Magar, Khagendra Thapa (1992–2020), nepalesischer Kleinwüchsiger, kleinster Mann der WeltKhagendra Thapa Magar (1992–2020)

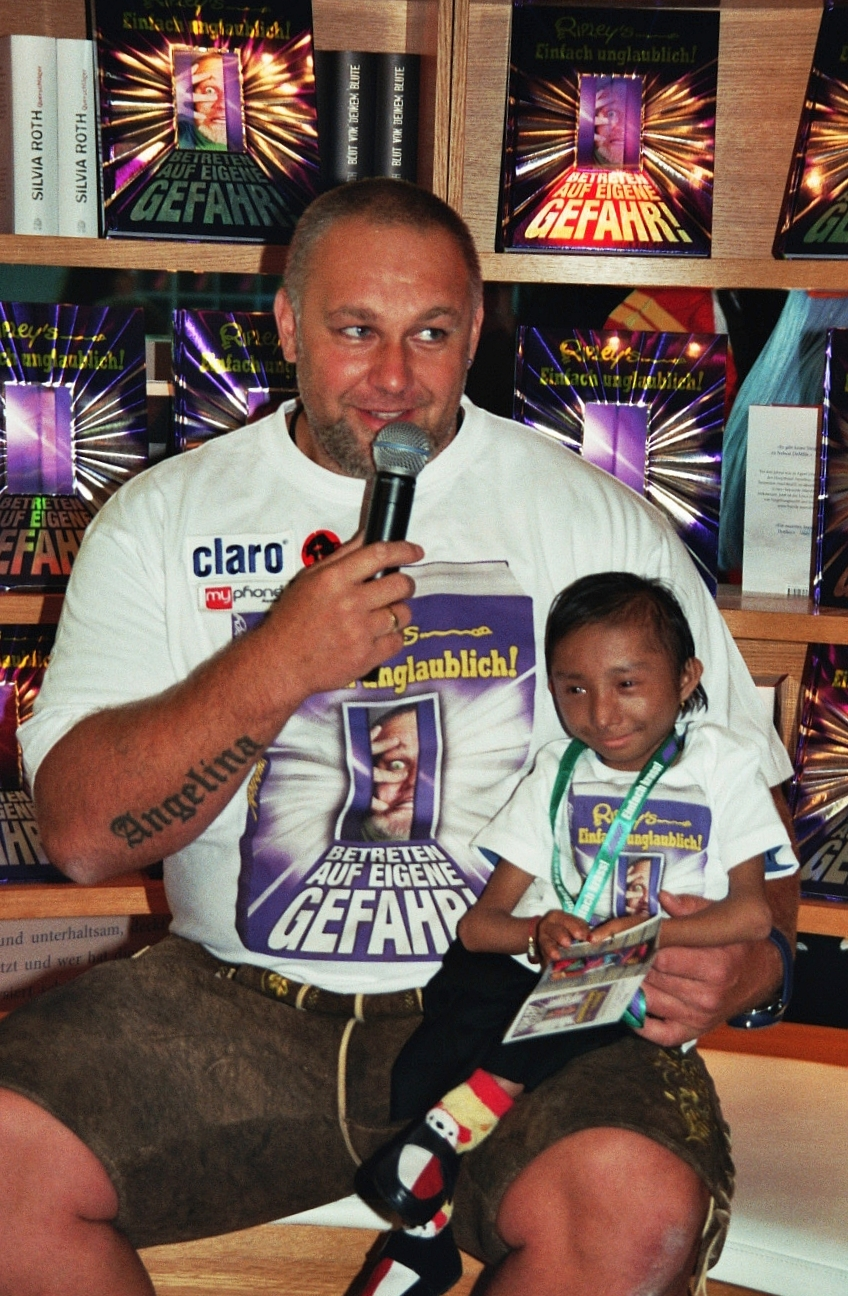
Khagendra Thapa Magar (1992–2020)

- Magar, Miruna (* 1994), nepalesische Schauspielerin und Model
- Magar, Paul (1909–2000), deutscher Maler
- Magarey, Richard (* 1983), australischer Wrestler, Sänger, Schauspieler und Crossdresser
- Magariaf, Mohamed Yusuf al (* 1940), libyscher Übergangspräsident und Parteivorsitzender der Nationalen Front (NFSL)
- Magarils, Haims (1922–1942), lettischer Fußballspieler
- Magarin, Helene (1889–1964), deutsche Politikerin (SPD)
- Magariños Cervantes, Alejandro (1825–1893), uruguayischer Politiker und Schriftsteller
- Magariños Cervantes, Francisco, uruguayischer Politiker
- Magariños Cervantes, Mateo (1823–1884), uruguayischer Politiker und Journalist
- Magarity, Bill (* 1952), US-amerikanisch-schwedischer Basketballtrainer
- Magaro, John (* 1983), US-amerikanischer SchauspielerJohn Magaro (* 1983)

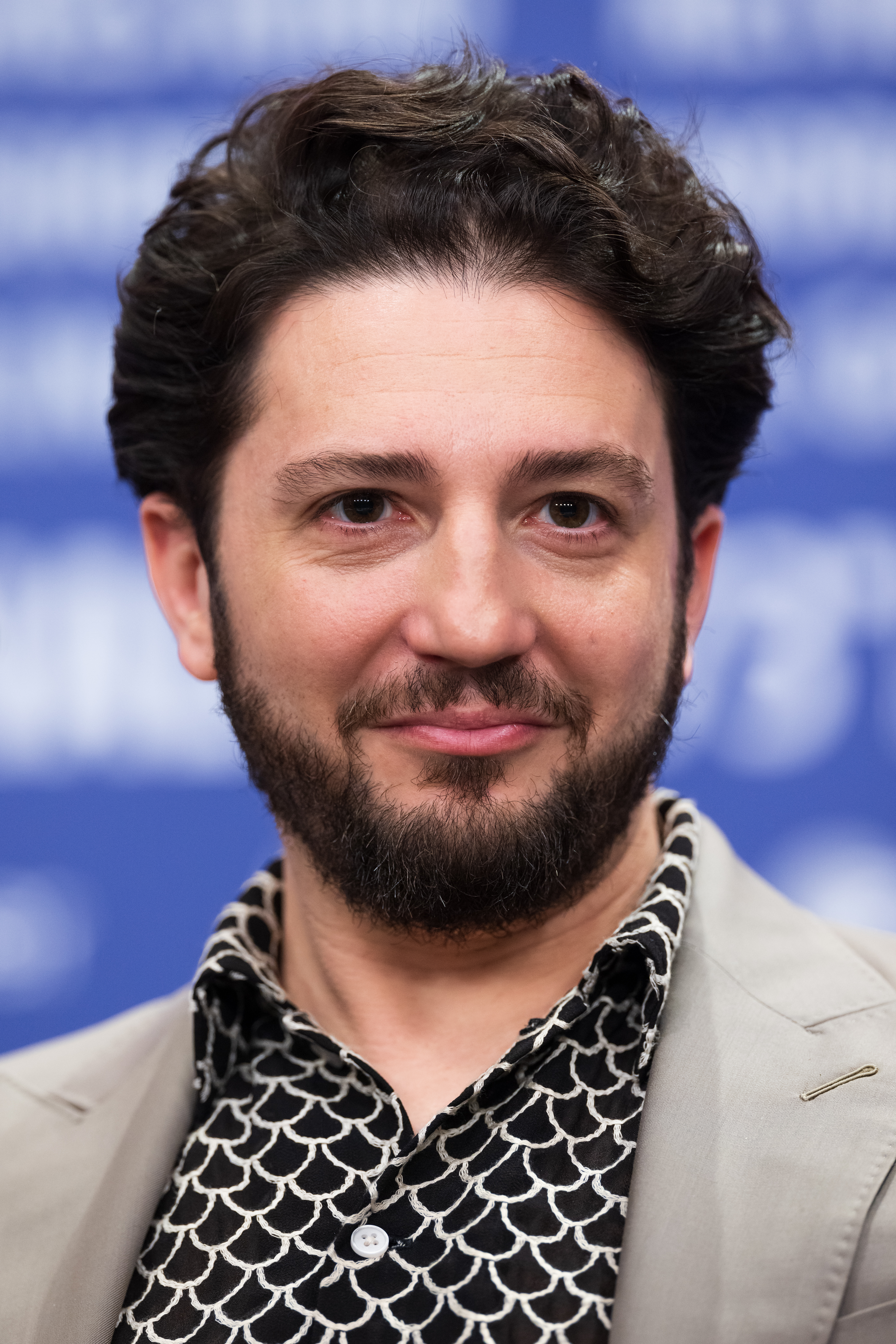
John Magaro (* 1983)

- Magarotto, Alfredo (1927–2021), italienischer Geistlicher, römisch-katholischer Bischof von Vittorio Veneto
- Magarotto, Antonio (1891–1966), italienischer Aktivist und Pädagoge
- Magarotto, Cesare (1917–2006), italienischer Journalist und Philanthrop
- Magas, griechischer König von Kyrene
- Magas, Prinz der hellenistischen Ptolemäerdynastie in Ägypten; Sohn von Ptolemaios III.
- Magaš, Boris (1930–2013), jugoslawischer bzw. kroatischer Architekt
- Magaš, Ljubomir (1948–1986), jugoslawischer Amateurboxer (CSC Frankfurt) sowie Zuhälter und Bandenführer in Frankfurt am Main, genannt der „Pate von Frankfurt und Offenbach“
- Magasejew, Pawel Michailowitsch (* 1988), russischer und moldauischer Biathlet
- Magashule, Ace (* 1959), südafrikanischer Politiker (African National Congress)
- Magasiva, Pua (* 1980), samoanisch-neuseeländischer Schauspieler
- Magasiva, Robbie (* 1972), neuseeländisch-samoanischer Schauspieler und Komiker
- Magassa, Ibrahim (* 2002), französischer Basketballspieler
- Magassa, Soungoutou (* 2003), französisch-malischer Fußballspieler
- Magassy, Muhammed (* 1977), gambischer Politiker
- Magát, Krisztina (* 1989), ungarische Gewichtheberin
- Magath, Felix (* 1953), deutscher Fußballspieler, -trainer und -managerFelix Magath (* 1953)

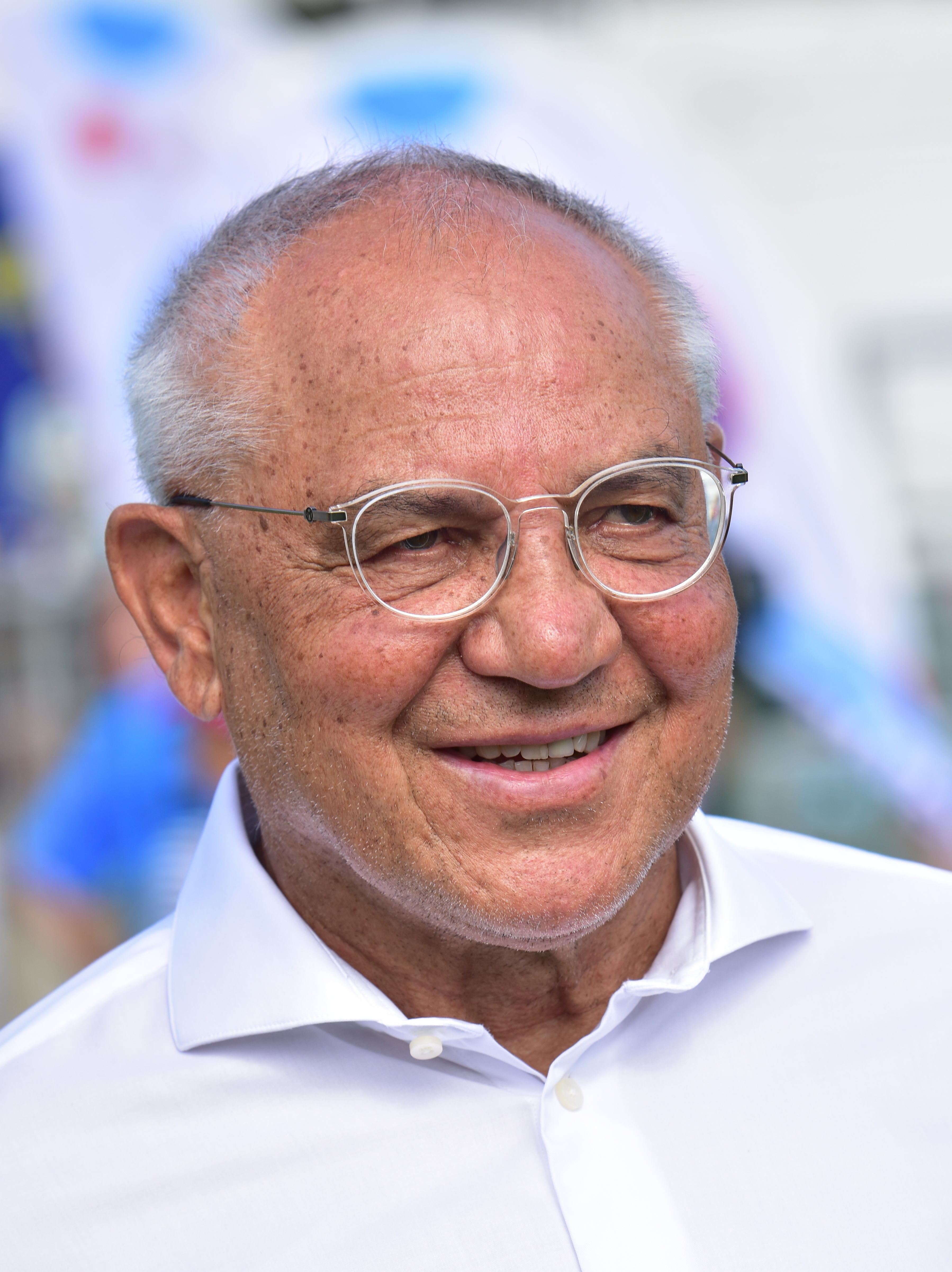
Felix Magath (* 1953)

- Magati, Cesare (1577–1647), italienischer Arzt und Medizinprofessor
- Magatti, Massimiliano (1821–1894), Schweizer Rechtsanwalt, Politiker, Tessiner Grossrat und Nationalrat
- Magauer, Thomas (* 1983), österreichischer Chemiker
- Magaw, Alice (1860–1928), US-amerikanische Narkoseschwester, Mitbegründerin der wissenschaftlichen Anästhesiologie
- Magawana, Thompson (1959–1995), südafrikanischer Marathon- und Ultramarathonläufer
- Magay, Dániel (* 1932), US-amerikanisch-ungarischer Säbelfechter
- Magaya, Alison († 2015), südsudanesischer Militär, Politiker und Diplomat
- Magaziner, Alfred (1902–1993), österreichischer Journalist
- Magaziner, Seth (* 1983), US-amerikanischer Politiker der Demokratischen Partei

### Magb
- Magbanua, Teresa (1868–1947), philippinische Lehrerin und Militärführerin
- Magbegor, Ezi (* 1999), australische Basketballspielerin

### Magd
- Magda (* 1975), polnische DJ und Musikproduzentin
- Magdalena (* 1984), deutsche MusikproduzentinMagdalena (* 1984)

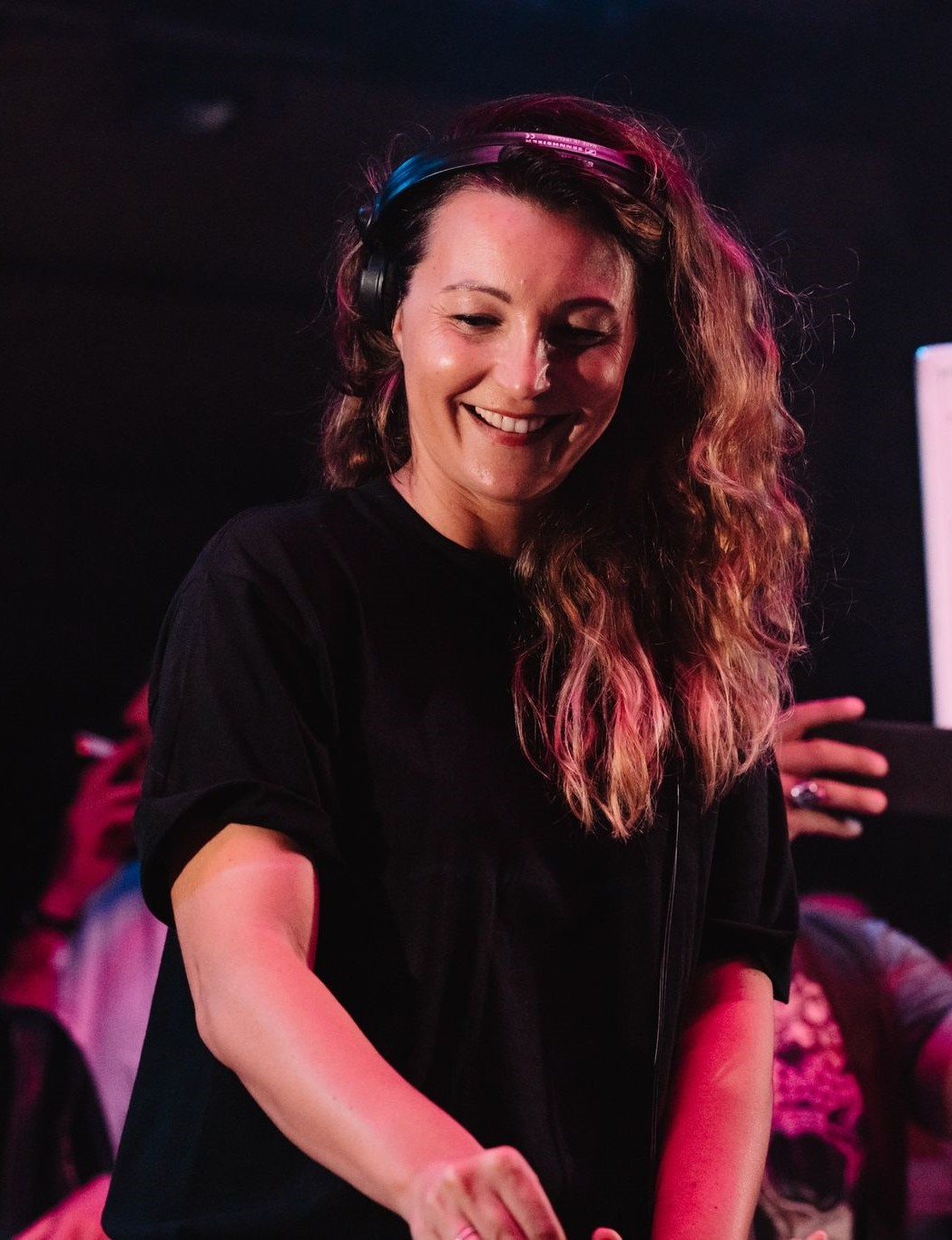
Magdalena (* 1984)

- Magdalena Augusta von Anhalt-Zerbst (1679–1740), Herzogin von Sachsen-Gotha-Altenburg
- Magdalena Claudia von Pfalz-Zweibrücken-Birkenfeld (1668–1704), Pfalzgräfin von Pfalz-Zweibrücken-Birkenfeld-Bischweiler und durch Heirat Gräfin von Hanau-Münzenberg
- Magdalena Katharina von Pfalz-Zweibrücken (1607–1648), Pfalzgräfin und Herzogin von Birkenfeld
- Magdalena Sibylla von Hessen-Darmstadt (1652–1712), Regentin des Herzogtums Württemberg und Kirchenliederdichterin
- Magdalena Sibylla von Neitschütz (1675–1694), Gräfin von Rochlitz, Mätresse Johann Georgs IV. von Sachsen
- Magdalena Sibylla von Sachsen (1617–1668), Herzogin von Sachsen-Altenburg
- Magdalena Sibylla von Sachsen-Weißenfels (1648–1681), durch Heirat Herzogin von Sachsen-Gotha-Altenburg
- Magdalena Sibylla von Sachsen-Weißenfels (1673–1726), durch Heirat Herzogin von Sachsen-Eisenach
- Magdalena Sibylle von Brandenburg-Bayreuth (1612–1687), Ehefrau von Kurfürst Johann Georg II. von Sachsen
- Magdalena Sibylle von Preußen (1586–1659), Kurfürstin von Sachsen
- Magdalena von Bayern (1388–1410), Tochter Herzog Friedrichs von Bayern-Landshut
- Magdalena von Brandenburg († 1454), Herzogin von Braunschweig-Lüneburg, Fürstin von Lüneburg
- Magdalena von Brandenburg (1460–1496), Gräfin von Hohenzollern
- Magdalena von Brandenburg (1582–1616), Landgräfin von Hessen-Darmstadt
- Magdalena von Jülich-Kleve-Berg (1553–1633), Tochter Herzog Wilhelms von Jülich-Kleve-Berg und Pfalzgräfin von Pfalz-Zweibrücken
- Magdalena von Österreich (1532–1590), Mitglied des Hauses Habsburg, Gründerin und Fürstäbtissin des Damenstifts in Hall in Tirol
- Magdalena von Wirsberg († 1522), Äbtissin
- Magdalena Wilhelmine von Württemberg (1677–1742), badische Markgräfin
- Magdalena zur Lippe (1552–1587), Landgräfin von Hessen-Darmstadt
- Magdalene Sophie (1660–1720), hessische Prinzessin, durch Heirat Gräfin von Solms-Braunfels
- Magdalene von Bayern (1587–1628), Pfalzgräfin von NeuburgMagdalene von Bayern (1587–1628)

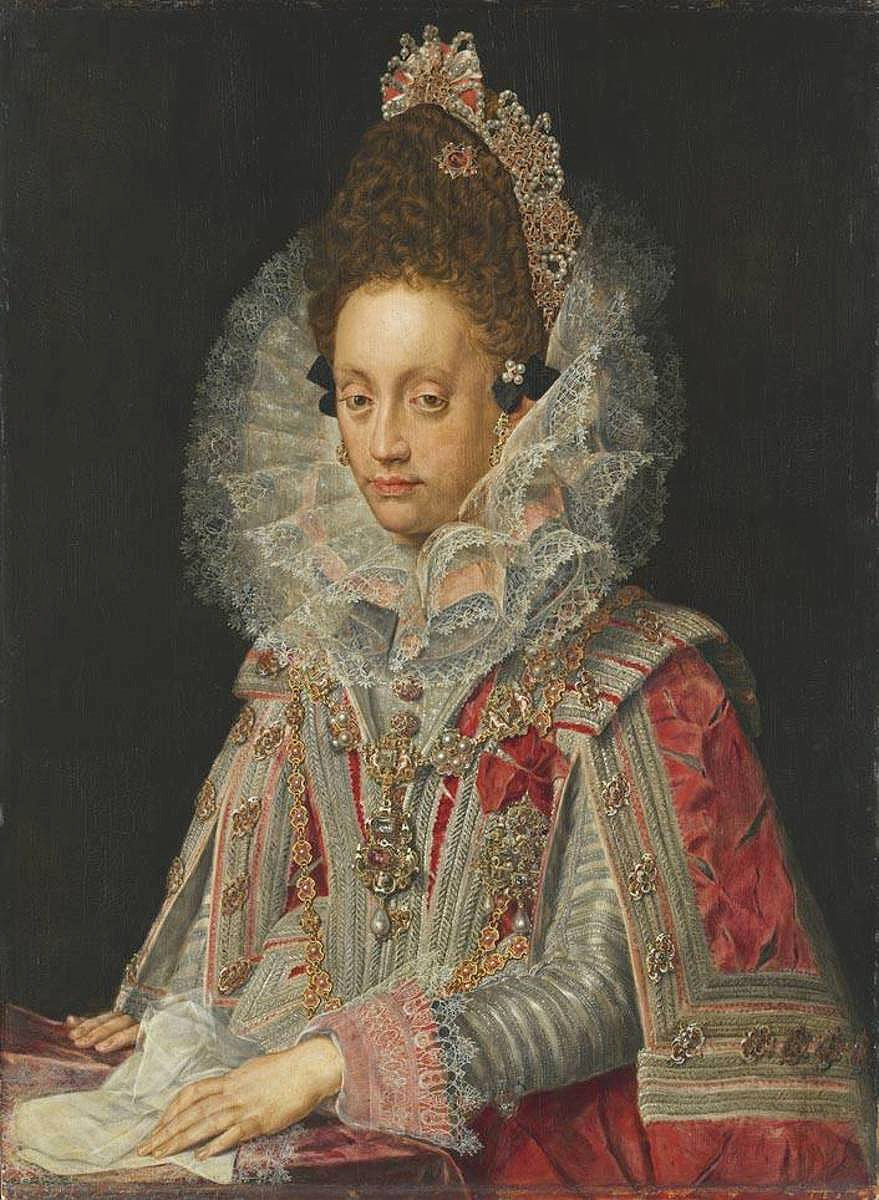
Magdalene von Bayern (1587–1628)

- Magdalene von Hessen-Kassel (1611–1671), Altgräfin zu Salm-Reifferscheid
- Magdalene von Sachsen (1507–1534), Kurprinzessin von Brandenburg
- Magdalene von Waldeck (1558–1599), deutsche Adlige
- Magdaleno, Egoitz (* 1991), spanischer Fußballspieler
- Magdaleno, Jessie (* 1991), US-amerikanischer Boxer im Superbantamgewicht
- Magdangal, Jolina (* 1978), philippinische Schauspielerin und Sängerin
- Magdanz, Andreas (* 1963), deutscher Fotograf
- Magdeburg, Eduard von (1844–1932), preußischer Regierungspräsident, Oberpräsident und Präsident der Oberrechnungskammer und des Rechnungshofes des Deutschen Reiches
- Magdeburg, Hiob (1518–1595), deutscher Theologe, Pädagoge, Kartograph und Humanist der Reformationszeit
- Magdeburg, Joachim (* 1525), deutscher lutherischer Theologe, Kirchenlieddichter und Komponist
- Magdeburg, Johann († 1565), deutscher lutherischer Theologe, Kirchenlieddichter und Komponist
- Magdeburg, Wilhelm Gottlieb (1801–1875), deutscher Jurist und Politiker
- Mägdefrau, Jutta (* 1960), deutsche Schulpädagogin und Hochschullehrerin
- Mägdefrau, Karl (1907–1999), deutscher Botaniker
- Mägdefrau, Maria (* 1936), deutsche Theaterschauspielerin und -regisseurin
- Mägdefrau, Werner (1931–2021), deutscher Historiker und Autor
- Mağden, Perihan (* 1960), türkische Journalistin und Schriftstellerin
- Magder, Daniel (* 1991), kanadischer Schauspieler
- Magdić, Vladimir (1931–2011), kroatischer Bildhauer, Maler und Comiczeichner sowie Illustrator
- Magdinová, Ema (* 1999), slowakische Volleyballspielerin
- Magdlung, Karl (1896–1963), deutscher Schirmfabrikant
- Magdo, Csaba (* 1977), rumänischer nordischer Kombinierer und Skispringer
- Magdoff, Harry (1913–2006), US-amerikanischer Ökonom, Autor und Publizist
- Magdowski, Kevin (* 1977), deutscher Basketballtrainer
- Magduschewski, Ricarda (* 1989), deutsche Laiendarstellerin und Sängerin
- Magdzinski, Theophil (1818–1889), deutsch-polnischer Politiker, MdR

### Mage
- Mage, Eugène (1837–1869), französischer Marineoffizier und Afrikareisender
- Magee, Abbie (* 2000), nordirische Fußballspielerin
- Magee, Alan Eugene (1919–2003), US-amerikanischer Soldat
- Magee, Barry (* 1934), neuseeländischer Leichtathlet
- Magee, Brian (* 1975), britischer Boxer
- Magee, Carl (1872–1946), US-amerikanischer Rechtsanwalt und Verleger
- Magee, Chloe (* 1988), irische Badmintonspielerin
- Magee, Clare (1899–1969), US-amerikanischer Politiker
- Magee, Damien (* 1945), nordirischer Autorennfahrer
- Magee, David (* 1962), US-amerikanischer Drehbuchautor
- Magee, Eamonn (* 1971), britischer Boxer
- Magee, Emily (* 1965), US-amerikanische Opernsängerin (Sopran)
- Magee, Fintan (* 1985), australischer Maler
- Magee, Francis (* 1969), irischer Schauspieler
- Magee, James McDevitt (1877–1949), US-amerikanischer Politiker
- Magee, John (1794–1868), US-amerikanischer Politiker
- Magee, John (* 1936), irischer Ordensgeistlicher, emeritierter römisch-katholischer Bischof von Cloyne
- Magee, John Alexander (1827–1903), US-amerikanischer Politiker
- Magee, John Cornell (* 1955), US-amerikanischer Mediävist
- Magee, John Gillespie (1922–1941), angloamerikanischer Poet und Jagdflieger
- Magee, Joshua (* 1994), irischer Badmintonspieler
- Magee, Patrick (1922–1982), britischer SchauspielerPatrick Magee (1922–1982)

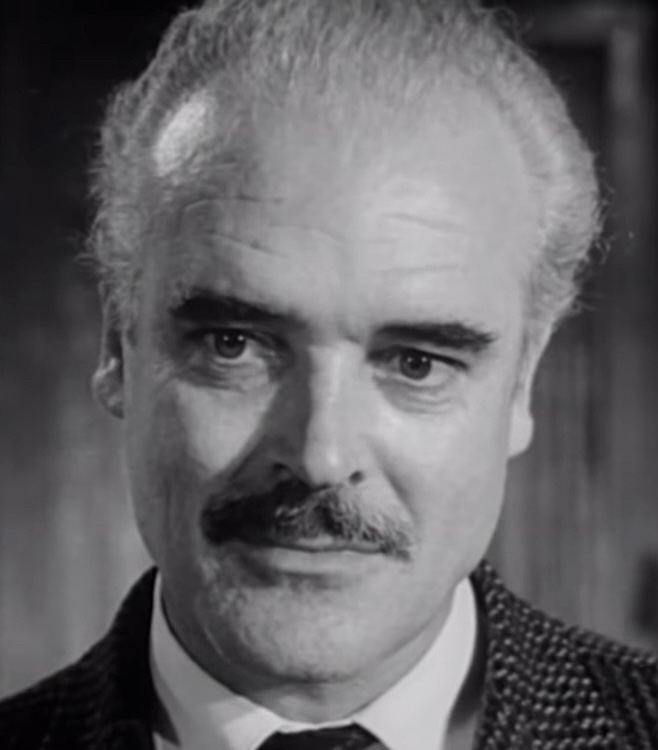
Patrick Magee (1922–1982)

- Magee, Patrick (* 1951), nordirisches IRA-Mitglied
- Magee, Paul (1915–2001), australischer Hürdenläufer
- Magee, Paul (* 1948), nordirisches ehemaliges freiwilliges Mitglied der Provisional IRA
- Magee, Sam (* 1991), irischer Badmintonspieler
- Magee, Samantha (* 1983), US-amerikanische Ruderin
- Magee, Tyreek (* 1999), jamaikanischer Fußballspieler
- Magee, Walter W. (1861–1927), US-amerikanischer Politiker
- Magee, Warren (1908–2000), US-amerikanischer Anwalt
- Mageean, Ciara (* 1992), irische Leichtathletin
- Magel, Bernhard (1795–1863), katholischer Priester der Diözese Speyer
- Magel, Elisabeth, deutsche Botanikerin, Chemikerin und Hochschullehrerin an der Universität Hamburg
- Magel, Hans (1905–1959), deutscher Schauspieler bei Bühne, Film und Fernsehen
- Magel, Holger (* 1944), deutscher Geodät
- Magel, Willi (* 1925), deutscher Fußballspieler
- Magelinskas, Romas (* 1968), österreichischer Handballspieler
- Magellan, Ferdinand († 1521), portugiesischer Seefahrer, der für die spanische Krone segelteFerdinand Magellan († 1521)

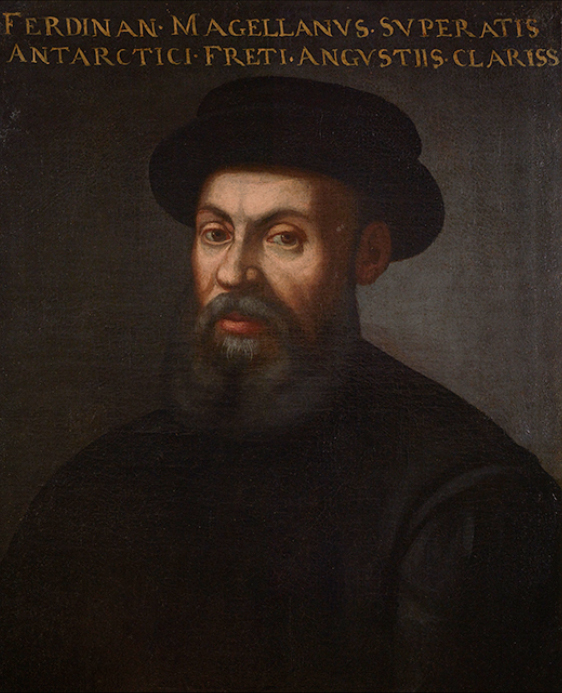
Ferdinand Magellan († 1521)

- Magelli, Paolo (* 1947), italienischer Regisseur
- Magelund, Amalie (* 2000), dänische Badmintonspielerin
- Magema, Michèle (* 1977), Fotografin in der Demokratischen Republik Kongo
- Magen, Albrecht (1929–2006), deutscher Politiker (CDU) und Unternehmensvorstand
- Magen, David (* 1945), israelischer Politiker
- Magen, Karl (1890–1959), deutscher Politiker der CDU
- Magén, Mira, israelische Schriftstellerin
- Magen, Stefan (* 1966), deutscher Rechtswissenschaftler
- Magen, Zvi (* 1945), israelischer Diplomat
- Magen-Halevi, Aliza (1937–2025), israelische Geheimdienstoffizierin
- Magenau, Jacob Friedrich von (1796–1857), württembergischer Oberamtmann
- Magenau, Jörg (* 1961), deutscher Journalist und Sachbuchautor
- Magenau, Rudolf Friedrich Heinrich (1767–1846), deutscher Pfarrer, Schriftsteller und Heimatforscher
- Magenbauer, Leopold (1834–1901), deutscher Komponist, Chorleiter und Lehrer
- Magenbuch, Johann (1487–1546), deutscher Mediziner und Leibarzt
- Magendie, François (1783–1855), französischer Physiologe
- Magendie, Jean-Jacques (1766–1835), Offizier in der französischen Marine
- Magendie, Maurice (1884–1944), französischer Romanist und Literaturwissenschaftler
- Magener, Rolf (1910–2000), deutscher Manager
- Magenes, Enrico (1923–2010), italienischer Mathematiker
- Magenheimer, Heinz (* 1943), österreichischer Historiker und Autor
- Magennis, Josh (* 1990), nordirischer Fußballspieler
- Magennis, Kyle (* 1998), schottischer Fußballspieler
- Magens, Hinrich (1857–1925), deutscher Bauingenieur und Unternehmer
- Magens, Nicholas († 1764), deutsch-britischer Kaufmann und Autor
- Magenschab, Hans (* 1939), österreichischer Journalist
- Mageo, Jordan (* 1997), Leichtathletin aus Amerikanisch-Samoa
- Mager, Alois (1883–1946), deutscher Philosoph
- Mager, Christian (* 1992), deutscher Radrennfahrer
- Mager, Christoph (* 1976), deutscher Politiker (CDU), Landrat des Kreises Herzogtum Lauenburg
- Mager, Engelbert (1849–1926), deutscher Lehrer und Autor
- Mager, Frank (* 1969), deutscher Ruderer
- Mager, Franz (1895–1943), österreichischer Straßenbahner und Widerstandskämpfer gegen den Nationalsozialismus
- Mager, Frieda (1912–1994), deutsche Hausfrau und Gerechte unter den Völkern
- Mager, Friedrich (1885–1974), deutscher Geograph und Historiker
- Mager, Gianluca (* 1994), italienischer Tennisspieler
- Mager, Hasso (1920–1995), deutscher Schriftsteller
- Mager, Herbert (1888–1979), deutscher Maler
- Mager, Horst (* 1964), deutscher Landschaftsgärtner, Biologe, Autor, Redakteur und Regisseur
- Mager, Inge (* 1940), deutsche Kirchenhistorikerin
- Mager, Jessica (* 1988), deutsche Sportschützin
- Mager, Johannes (1925–2015), deutscher Kunstwissenschaftler, Publizist und Autor
- Mager, Jörg (1880–1939), deutscher Musiker und Instrumentenbauer
- Mager, Karl (1810–1858), deutscher Schulpädagoge und Schulpolitiker
- Mager, Kurt (1942–2010), deutscher Philosoph und Bibliothekar
- Mager, Manuela (* 1962), deutsche Eiskunstläuferin
- Mäger, Mart (1935–1993), estnischer Sprach- und Literaturwissenschaftler
- Mager, Michael (* 1961), deutsches Justizopfer
- Mager, Reimer (1906–1966), christlicher Gewerkschafter
- Mager, Reinhard (* 1953), deutscher Fußballspieler
- Mager, Robert Frank (1923–2020), US-amerikanischer Pädagoge und Autor
- Mager, Ute (* 1962), deutsche Rechtswissenschaftlerin und Hochschullehrerin
- Mager, Wolfgang (* 1932), deutscher Historiker
- Mager, Wolfgang (* 1952), deutscher Ruderer
- Magera, Lukáš (* 1983), tschechischer Fußballspieler
- Magerer, Hermann (1935–2023), deutscher Fernsehjournalist und Autor
- Magerfleisch, Johanna (1883–1972), deutsche Malerin
- Magerius, Andreas († 1557), französischer lutherischer Theologe und Prinzenerzieher im Herzogtum Pommern
- Magerkol, Bartold, deutscher Goldschmied
- Magerkord, Rolf (* 1934), deutscher Bildhauer
- Magerl, Andreas (* 1971), deutscher Autor und Publisher
- Magerl, Anton (* 1947), deutscher Agrarwissenschaftler und Beamter
- Magerl, Christian (* 1955), deutscher Politiker (Bündnis 90/Die Grünen), MdL und Biologe
- Magerl, Ernst (1896–1988), österreichischer Politiker (CSP), Landtagsabgeordneter
- Magerl, Franz (1913–1970), deutscher Politiker (CSU), MdL Bayern
- Magerl, Friedrich (1931–2020), österreichischer Chirurg
- Magerl, Hermann (* 1949), deutscher Leichtathlet
- Magerl, Julia (* 2003), österreichische Fußballspielerin
- Magerl, Roland (* 1973), deutscher Politiker (AfD), MdL
- Mägerlein, Fritz (1903–1993), deutscher Lehrer und Heimatforscher
- Magerman, Gezelle (* 1997), südafrikanische Hürdenläuferin
- Magers, Philomene (* 1965), deutsche Galeristin
- Magers, Rose (* 1960), US-amerikanische Volleyballspielerin
- Magerski, Christine (* 1969), deutsche Literatur- und Kulturwissenschaftlerin
- Magerstädt, Johannes (1921–1996), deutscher Brigadegeneral der Bundeswehr und Unterabteilungsleiter im Bundesnachrichtendienst
- Mägert-Kohli, Fränzi (* 1982), Schweizer Snowboarderin
- Mages, Emma, deutsche Historikerin und Heimatforscherin
- Mages, Josef (1895–1977), deutscher Bildhauer und Professor an der Staatlichen Kunstakademie in Düsseldorf
- Mages, Karl (1905–1995), Intendant des Reichssenders Saarbrücken
- Maget, Franz (* 1953), deutscher Politiker (SPD), MdLFranz Maget (* 1953)

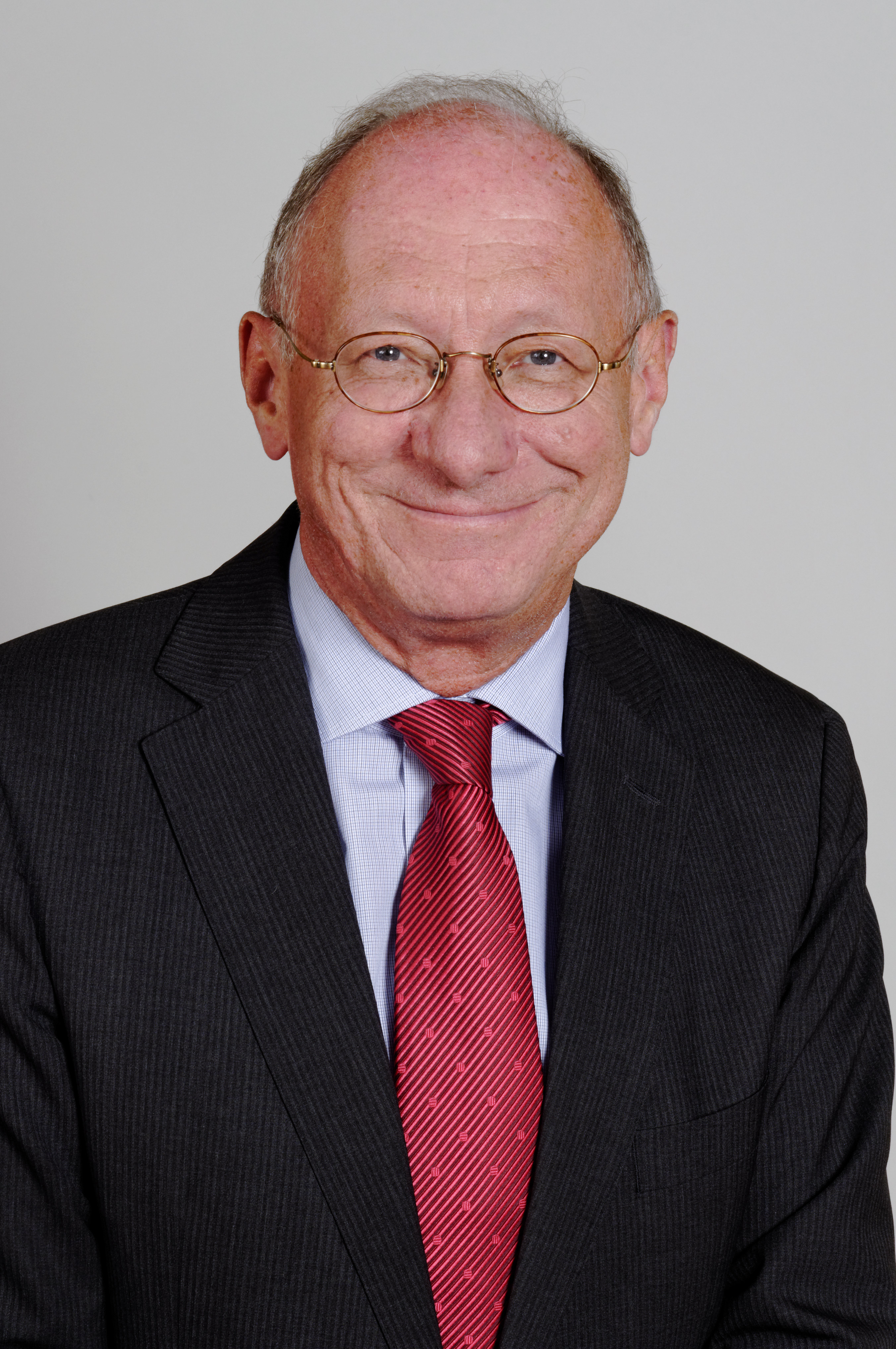
Franz Maget (* 1953)

- Maget, Johannes (* 1992), deutscher E-Sportler

### Magg
- Magg, Alfons (1891–1967), Schweizer Bildhauer
- Magg, Andreas (* 1978), deutscher Kommunalpolitiker (SPD)
- Magg, Helmut (1927–2013), deutscher Architekt, Zeichner und Maler
- Magg, Julius (1837–1914), österreichischer Politiker
- Magg, Julius (1884–1931), österreichischer Ingenieur und Hochschullehrer
- Magg, Vanessa (* 1997), österreichische Handballspielerin
- Magga, Ole Henrik (* 1947), norwegisch-samischer Sprachwissenschaftler und Politiker
- Maggaiz, Marouen (* 1983), tunesischer Handballtorwart
- Maggard, Dave (* 1940), US-amerikanischer Kugelstoßer
- Maggart, Garett (* 1969), US-amerikanischer Schauspieler
- Maggauer-Kirsche, Anke (* 1948), deutsche Lyrikerin und Aphoristikerin
- Maggé, Saïda (* 1987), niederländische Hörfunk- und Fernsehjournalistin und Nachrichtensprecherin
- Maggette, Corey (* 1979), US-amerikanischer Basketballspieler
- Maggetti, Daniel (* 1961), Schweizer Literaturwissenschaftler und Schriftsteller
- Maggetti, Marta (* 1996), italienische Windsurferin
- Maggi, Baldassare († 1629), Schweizer Baumeister und Architekt
- Maggi, Blairo (* 1956), brasilianischer Politiker und Industrieller
- Maggi, Carlo Maria (1630–1699), italienischer Dichter
- Maggi, Émile (1908–1986), französischer Geher
- Maggi, Gian Antonio (1856–1937), italienischer Mathematiker und Physiker
- Maggi, Giovanni (* 1964), Ökonom und Hochschullehrer
- Maggi, Giovanni Battista (1775–1835), Schweizer Anwalt, Oberst, Politiker und Tessiner Staatsrat
- Mäggi, Janek (* 1973), estnischer Politiker
- Maggi, Jean-Pierre (* 1944), französischer Politiker, Mitglied der Nationalversammlung
- Maggi, Julius (1846–1912), Schweizer Unternehmer und ErfinderJulius Maggi (1846–1912)

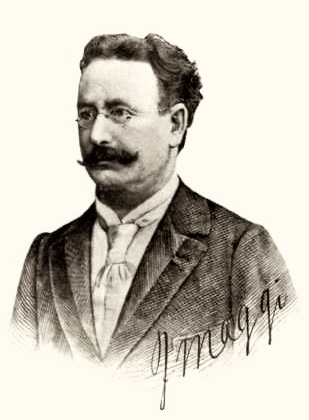
Julius Maggi (1846–1912)

- Maggi, Maurren Higa (* 1976), brasilianische Weitspringerin
- Maggi, Michael (1807–1881), italienisch-schweizerischer Unternehmer
- Maggi, Susan, kanadische Filmeditorin
- Maggi, Valter Dario (* 1956), italienischer Geistlicher, emeritierter römisch-katholischer Bischof von Ibarra
- Maggi, Vincenzo (1498–1564), italienischer Literat und Philosoph
- Maggiani, Adriano (1943–2025), italienischer Archäologe und Etruskologe
- Maggiani, Maurizio (* 1951), italienischer Schriftsteller
- Maggin, Elliot S. (* 1950), US-amerikanischer Schriftsteller, Comicautor und Politiker (Demokratische Partei)
- Maggini, Carlo (1877–1941), Schweizer Rechtsanwalt, Journalist, Zeitungsverleger und Politiker (Stadtpräsident, Grossrat, Staatsrat und Nationalrat)
- Maggini, Ermano (1931–1991), Schweizer Komponist und Musikpädagoge
- Maggini, Francesco (1886–1964), italienischer Romanist und Italianist
- Maggini, Giovanni Paolo († 1632), italienischer Geigenbauer
- Maggini, Luciano (1925–2012), italienischer Radrennfahrer
- Maggini, Sergio (1920–2021), italienischer Radrennfahrer
- Maggio, Antonio (* 1986), italienischer Popsänger
- Maggio, Apollonio (1859–1927), italienischer Geistlicher, Bischof von Ascoli Piceno
- Maggio, Christian (* 1982), italienischer Fußballspieler
- Maggio, Dante (1909–1992), italienischer Schauspieler
- Maggio, Mattia (* 1994), deutsch-italienischer Fußballspieler
- Maggio, Pupella (1910–1999), italienische Film- und Theaterschauspielerin
- Maggio, Veronica (* 1981), schwedisch-italienische SängerinVeronica Maggio (* 1981)

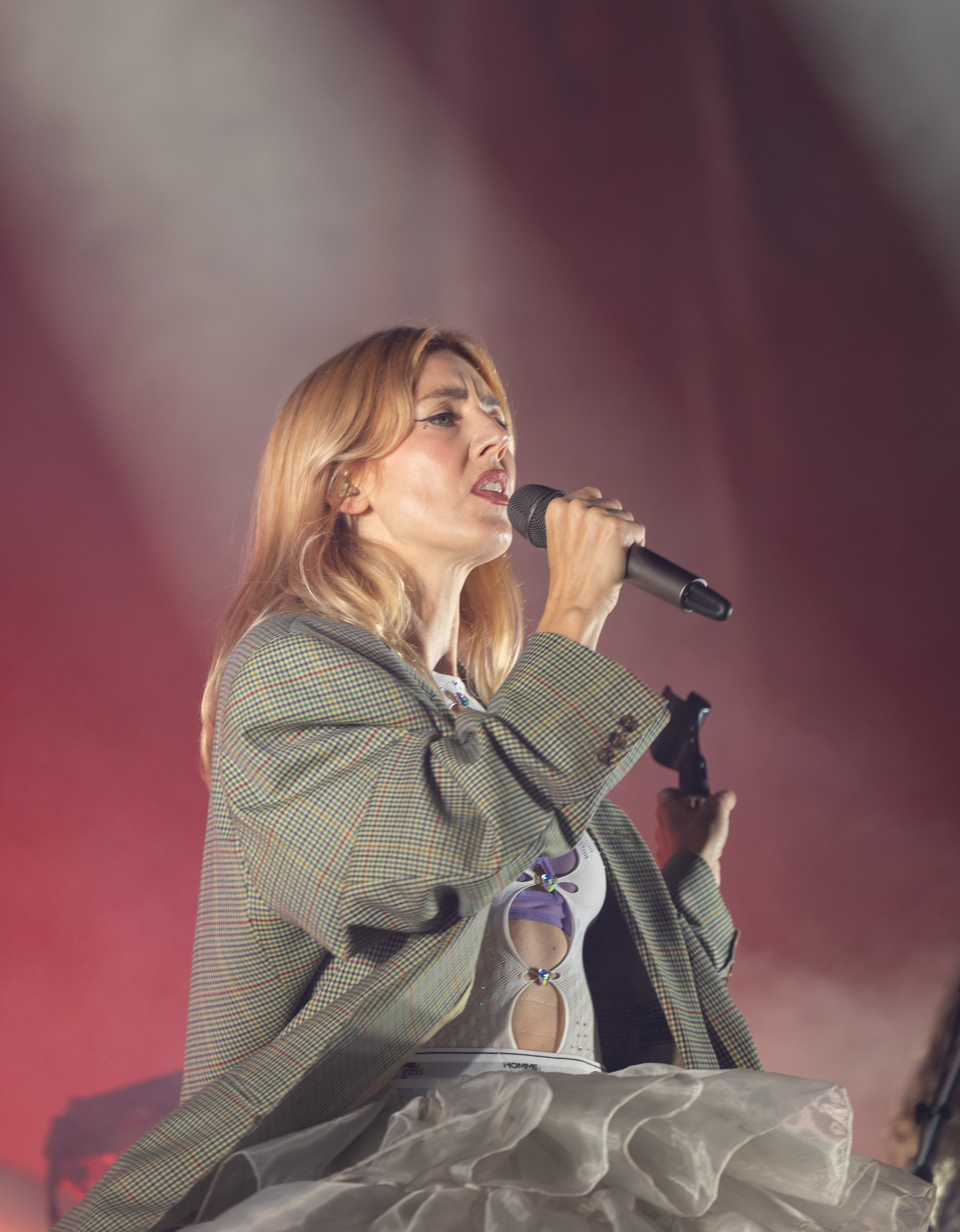
Veronica Maggio (* 1981)

- Maggiolini, Alessandro (1931–2008), italienischer römisch-katholischer Bischof von Como
- Maggiolini, Stefanía (* 1986), uruguayische Fußballspielerin
- Maggiolo, Daniel (1956–2004), uruguayischer Komponist und Musikpädagoge
- Maggiolo, Vesconte (* 1475), genuesischer Kartograf
- Maggioni, Corrado (* 1956), italienischer römisch-katholischer Ordensgeistlicher
- Maggioni, Ferdinando (1914–1998), italienischer Geistlicher, Bischof von Alessandria
- Maggioni, Umberto (* 1933), Schweizer Bildhauer, Zeichner, Grafiker und Schmuckdesigner
- Maggiora Vergano, Romana (* 1997), italienische SchauspielerinRomana Maggiora Vergano (* 1997)

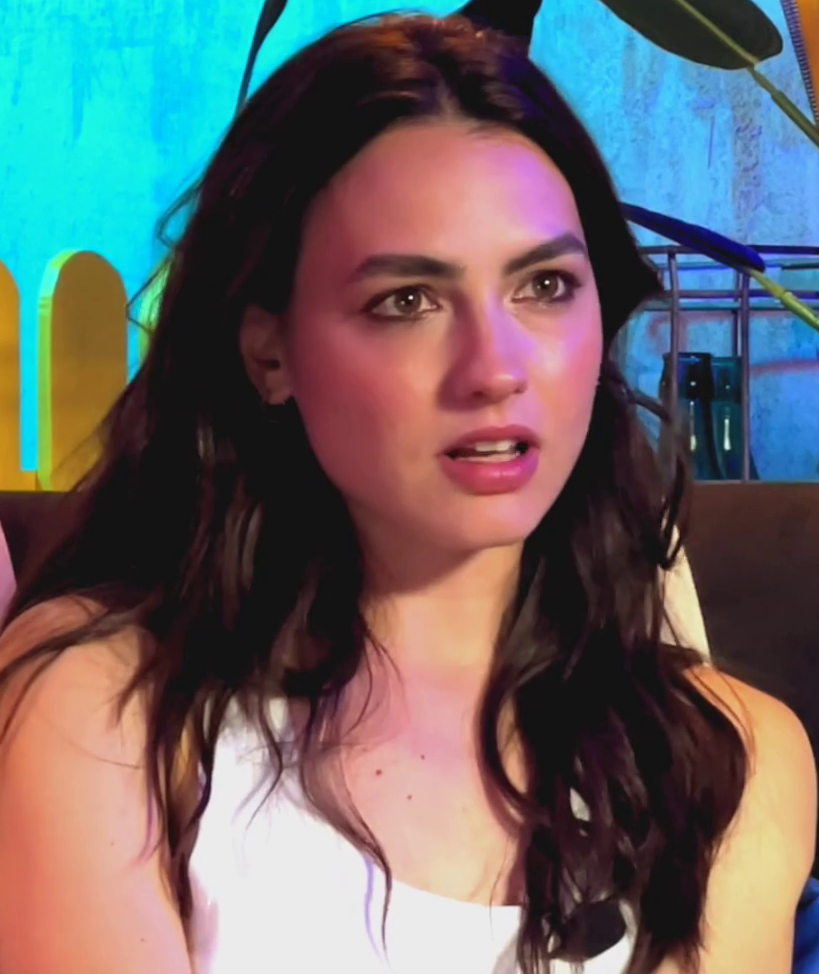
Romana Maggiora Vergano (* 1997)

- Maggiorana, Carlotta (* 1992), italienische Schauspielerin und Miss Italien 2018
- Maggiorani, Lamberto (1909–1983), italienischer Schauspieler
- Maggo, Pjotr Iwanowitsch (1879–1941), lettisch-russisches Mitglied der Tscheka, der (O)GPU und des NKWD
- Maggs, Bill (* 1931), australischer Radrennfahrer
- Maggs, Tony (1937–2009), südafrikanischer Formel-1-Rennfahrer

### Magh
- Magha, Mansa, König des Malireichs
- Maghalaschwili, Ketewan (1894–1973), georgische Porträtmalerin
- Maghary, Tarek, deutscher Sänger und VeranstalterTarek Maghary

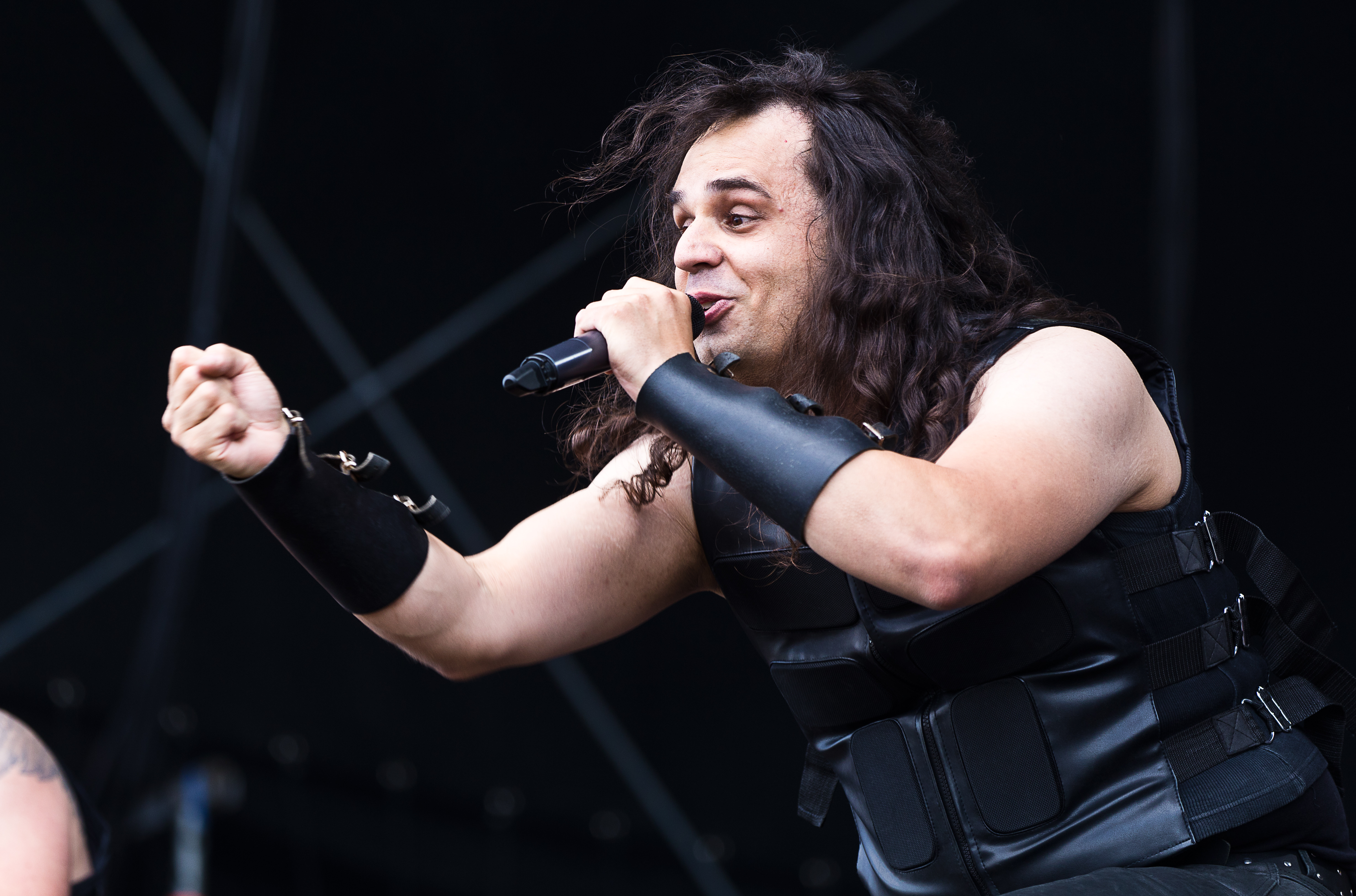
Tarek Maghary

- Maghembe, Jumanne (* 1951), tansanischer Politiker, Forstwissenschaftler und Hochschullehrer
- Magheru, Gheorghe († 1880), rumänischer Freiheitskämpfer, General und Politiker
- Maghīlī, al-, muslimischer Gelehrter
- Maghrabi, Ahmed al- (* 1945), ägyptischer Politiker
- Maghraby, Ahmed El, Gründer des Kulturzentrums Makan in Kairo
- Maghribi, Abd al-Qadir al- (1867–1956), syrischer Journalist und religiöser und sozialer Reformer
- Maghribi, Mahmud Sulaiman al- (1935–2009), libysch Politiker, Premierminister von Libyen (1969–1970)
- Maghribī, Muhyī ad-Dīn al-, arabischer Astronom und Mathematiker
- Maghs, Josef (1927–2011), deutscher römisch-katholischer Geistlicher
- Maghsoodi, Azadeh (* 1990), deutsch-iranische Violinistin und Aktivistin
- Maghsoodloo, Parham (* 2000), iranischer Schachspieler

### Magi
- Mägi, Aleksander (1897–1956), estnischer Fußballspieler
- Magi, Andrea (* 1966), italienischer Boxer
- Mägi, Arvo (1913–2004), estnischer Schriftsteller
- Mägi, Ester (1922–2021), estnische Komponistin
- Mägi, Janar (* 1987), estnischer Handballspieler
- Mägi, Konrad (1878–1925), estnischer Landschaftsmaler und Kunstpädagoge
- Mägi, Maarja Johanna (* 1997), estnische Schauspielerin
- Mägi, Maris (* 1987), estnische Sprinterin
- Mägi, Paul (* 1953), estnischer Dirigent
- Mägi, Rasmus (* 1992), estnischer Leichtathlet
- Magi, Renato (1913–1951), italienischer Motorradrennfahrer
- Mägi, Voldemar (1914–1954), estnischer Ringer
- Magic Alex (1942–2017), griechischer Elektrotechniker
- Magic Christian (* 1945), österreichischer Zauberkünstler
- Magic Dick (* 1945), US-amerikanischer Musiker
- Magic Man (* 1980), deutscher Zauberkünstler, Illusionist und Zaubertrickentwickler
- Magic Maxl, Zauberkünstler
- Magic Sam (1937–1969), US-amerikanischer Blues-Gitarrist und -Sänger
- Magic Slim (1937–2013), US-amerikanischer Blues-Gitarrist, Sänger und SongschreiberMagic Slim (1937–2013)

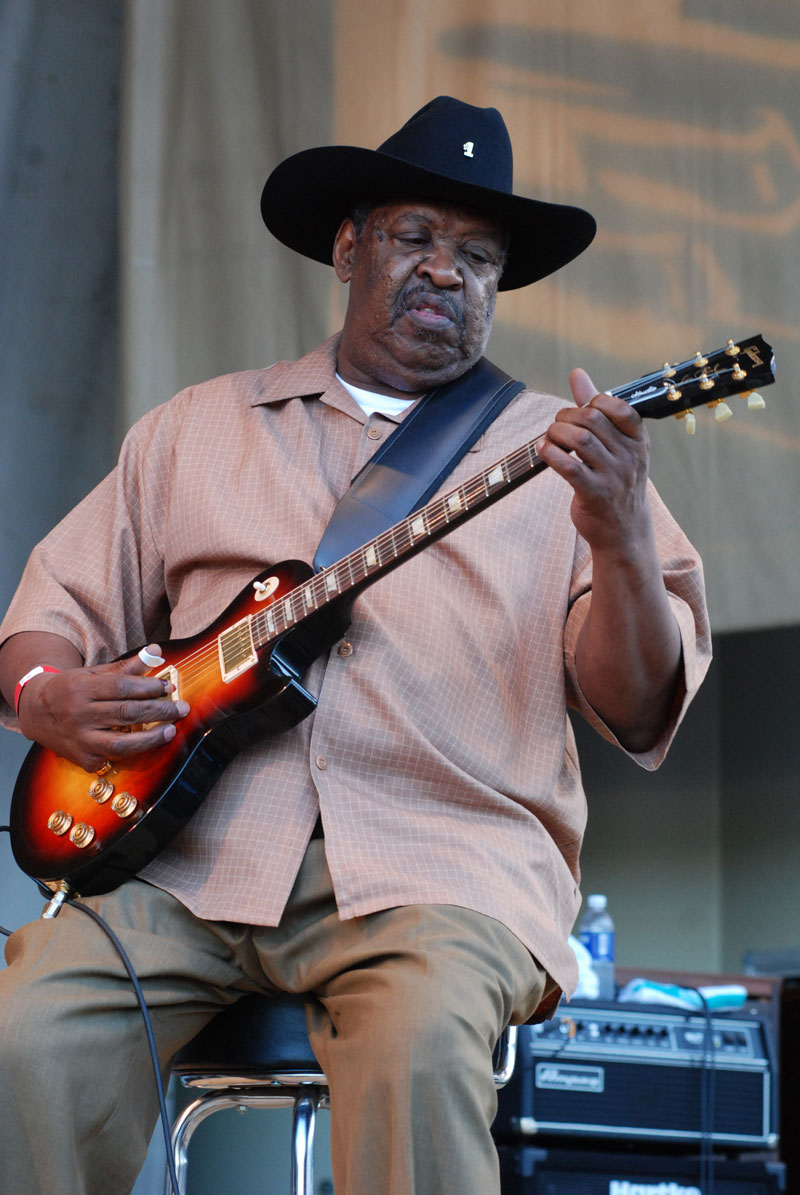
Magic Slim (1937–2013)

- Magician, The, belgischer DJ und Musikproduzent
- Magid, Andy (* 1944), US-amerikanischer Mathematiker
- Magid, Magid (* 1989), britischer Politiker (GPEW), MdEP
- Magid, Mohamed (* 1965), US-amerikanisch-sudanesische Persönlichkeit des Islam in den Vereinigten Staaten
- Magiday, Lee, Filmproduzentin
- Magidenko, Olga (* 1954), russische Komponistin und Pianistin
- Magidor, Menachem (* 1946), israelischer mathematischer Logiker
- Magidow, Boris Iossifowitsch (1884–1972), sowjetischer Politiker, ZK-Mitglied und Volkskommissar
- Magidson, Herb (1906–1986), US-amerikanischer Liedtexter
- Magie, David (1877–1960), US-amerikanischer Althistoriker
- Magiera, Jan (1938–2022), polnischer Radrennfahrer
- Magiera, Siegfried (* 1941), deutscher Rechtswissenschaftler
- Magill, Franz (1900–1972), deutscher Reitlehrer, SS-Offizier und Kriegsverbrecher
- Magill, Ivan (1888–1986), irisch-britischer Anästhesist
- Magill, Margaret (1888–1962), neuseeländische Lehrerin, Schulleiterin, Kommunalpolitikerin und stellvertretende Bürgermeisterin
- Magill, Mike (1920–2006), US-amerikanischer Rennfahrer
- Magill, Ronald (1920–2007), englischer Bühnen-, Film- und Fernsehschauspieler
- Magill, Samuel, US-amerikanischer Cellist
- Magill, Simone (* 1994), nordirische Fußballspielerin
- Magilow, Daniel H. (* 1973), US-amerikanischer Germanist
- Magilton, Jim (* 1969), nordirischer Fußballspieler und -trainer
- Magimairaj, Chitra (* 1973), indische English Billiards- und Snookerspielerin und mehrfache Weltmeisterin
- Magimel, Benoît (* 1974), französischer SchauspielerBenoît Magimel (* 1974)

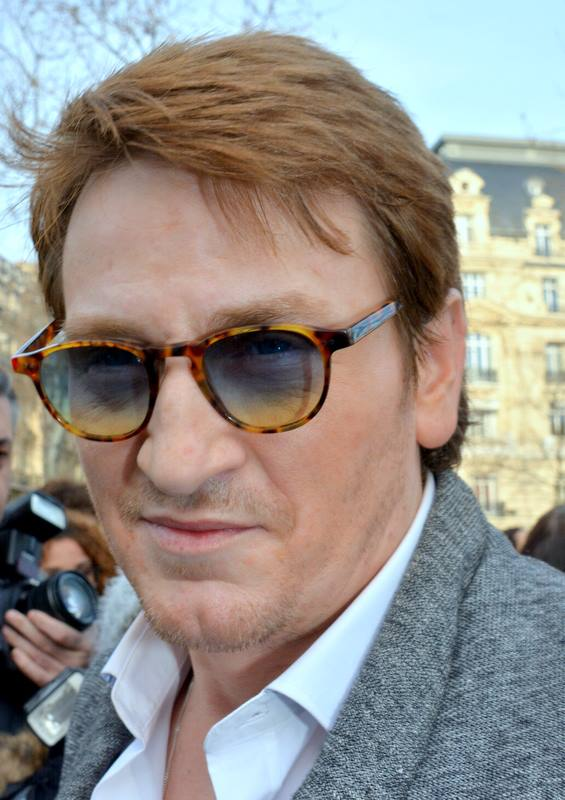
Benoît Magimel (* 1974)

- Magimel, Philippe-Antoine (1692–1772), französischer Goldschmied und Enzyklopädist
- Magín, Marcela, argentinische Bratschistin
- Magin, Markus (* 1965), deutscher römisch-katholischer Geistlicher, Generalvikar des Bistums Speyer
- Magin, Miłosz (1929–1999), polnisch-französischer Pianist und Komponist
- Magin, Theo (1932–2025), deutscher Politiker (CDU), MdL, MdB
- Magin, Ulrich (* 1962), deutscher Autor, Journalist und Dolmetscher
- Magin, Wolf (1927–2009), deutscher Grafiker und Maler
- Magini, Carlo (1720–1806), italienischer Stilllebenmaler
- Magini, Giovanni Antonio (1555–1617), italienischer Astronom und Mathematiker
- Maginley, Jody (* 1995), antiguanischer Tennisspieler
- Maginley, John (* 1960), antiguanischer Politiker und Tennisspieler
- Maginn, Francis (1861–1918), Missionar der Church of Ireland
- Maginn, William (1794–1842), irischer Journalist
- Maginnis, Ken, Baron Maginnis of Drumglass (* 1938), nordirischer Politiker (Ulster Unionist Party), Mitglied des House of Commons, Mitglied des House of Lords
- Maginnis, Martin (1841–1919), US-amerikanischer Politiker
- Maginnis, Robert Patrick (1933–2022), US-amerikanischer Geistlicher, römisch-katholischer Bischof
- Magino, Paulo (* 1979), brasilianischer Fußballspieler
- Maginot, André (1877–1932), französischer PolitikerAndré Maginot (1877–1932)

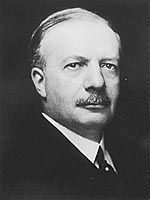
André Maginot (1877–1932)

- Maginot, Kevin (* 1994), deutscher Eishockeyspieler
- Magiotti, Raffaello (1597–1656), italienischer Physiker, Mathematiker und Astronom
- Magique Goualy, Judikael (* 1993), ivorischer Fußballspieler
- Magirius, Christoph (* 1937), deutscher lutherischer Pfarrer und Superintendent
- Magirius, Friedrich (* 1930), deutscher evangelisch-lutherischer Theologe und ehemaliger Kommunalpolitiker
- Magirius, Georg (* 1968), deutscher Hörfunkjournalist und Autor
- Magirius, Heinrich (1934–2021), deutscher Kunsthistoriker und Denkmalpfleger
- Magiros, Stephanie (* 1991), australische Snowboarderin
- Magirus, Conrad Dietrich (1824–1895), deutscher Feuerwehrpionier und UnternehmensgründerConrad Dietrich Magirus (1824–1895)

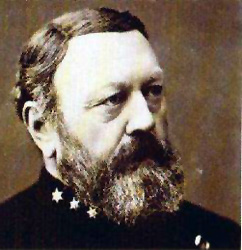
Conrad Dietrich Magirus (1824–1895)

- Magirus, David (1566–1635), deutscher Jurist und Hochschullehrer
- Magirus, Jakob († 1624), deutscher evangelischer Geistlicher und Kirchenlieddichter
- Magirus, Johannes (1537–1614), deutscher lutherischer Theologe und Komponist
- Magirus, Johannes (1559–1609), deutscher Jesuit, Prediger und Kontroverstheologe
- Magirus, Johannes († 1596), deutscher Mediziner, Physiker, Philosoph und Hochschullehrer
- Magirus, Johannes (1560–1626), deutscher evangelischer Pfarrer und Abt
- Magirus, Johannes (1615–1697), deutscher Mathematiker und Mediziner
- Magirus, Tobias (1586–1652), deutscher Polyhistor
- Magis, Marcel (1965–2018), deutscher Schriftsteller
- Magiso, Fantu (* 1992), äthiopische Mittelstreckenläuferin
- Mägiste, Julius (1900–1978), estnischer Sprachwissenschaftler und Finno-Ugrist
- Magister Jordanus († 1309), deutscher Kleriker, Pfarrherr, Büchersammler und Bibliotheksgründer
- Magister, Sandro (* 1943), italienischer Journalist
- Magistra Hersend, französische Wundärztin
- Magistrale, Francesco (1945–2011), italienischer Diplomatiker
- Magistretti, Vico (1920–2006), italienischer Architekt und Industriedesigner
- Magistris, Pietro de, italienischer Steinmetzmeister der Renaissance
- Magius Maximus, Marcus, Präfekt der Provinz Ägypten, Prokurator der Provinz Hispania citerior

### Magk
- Magkejew, Stanislaw Albertowitsch (* 1999), russischer Fußballspieler

### Magl
- Maglajlija, Senjanin (* 1968), bosnisch-herzegowinischer Handballspieler und Handballtrainer
- Maglakelidse, Schalwa (1893–1976), georgischer Politiker und Generalmajor
- Magle, Frederik (* 1977), dänischer Komponist, Konzertorganist und Pianist
- Magli, Augusto (1923–1998), italienischer Fußballspieler
- Magli, Filippo (* 1999), italienischer Radrennfahrer
- Mägli, René (* 1950), Schweizer Manager
- Magliabechi, Antonio (1633–1714), italienischer Gelehrter, Bibliophiler und Bibliothekar
- Magliani, Agostino (1824–1891), italienischer Finanzbeamter und Politiker
- Maglica, Anton (* 1991), kroatischer Fußballspieler
- Maglica, Matej (* 1998), kroatischer Fußballspieler
- Maglica, Nikica (* 1965), kroatischer Fußballspieler und -trainer
- Maglietta, Licia (* 1954), italienische SchauspielerinLicia Maglietta (* 1954)

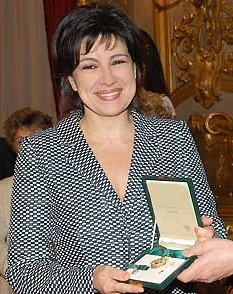
Licia Maglietta (* 1954)

- Mäglin, Rudolph Bolo (1898–1973), Schweizer Journalist und Kabaretttexter
- Maglio, Juan (1881–1934), argentinischer Bandoneonist, Bandleader und Tangokomponist
- Magliocco, Joseph († 1963), US-amerikanischer Mobster
- Maglioli, Umberto (1928–1999), italienischer Rennfahrer
- Maglione, Julio César (* 1935), uruguayischer Schwimmsportfunktionär
- Maglione, Luigi (1877–1944), italienischer Geistlicher, Diplomat des Heiligen Stuhls und Kurienkardinal der römisch-katholischen Kirche
- Maglione, Pietro (1834–1903), italienischer Geistlicher, römisch-katholischer Bischof von Capaccio-Vallo
- Magliozzi, Alberto (* 1949), italienischer Fotograf
- Magliulo, Giorgio (* 1958), italienischer Filmproduzent und -regisseur
- Magliveras, Spyros (* 1938), US-amerikanischer Mathematiker
- Magloire, Jamaal (* 1978), kanadischer Basketballspieler
- Magloire, Paul Eugène (1907–2001), haitianischer Politiker, Präsident von Haiti
- Magloire-Saint-Aude, Clément (1912–1971), haitianischer Dichter

### Magm
- Magmoed, Deen (* 1990), südafrikanischer Eishockeyspieler und -trainer

### Magn

#### Magna
- Magnabosco, Armando (1930–1995), italienischer Politiker
- Magnabosco, Marco (* 1995), italienischer Eishockeyspieler
- Magnachar, fränkisch-alamannischer Herzog in der Diözese Avenches (555–565)
- Magnaghi, Giovan Battista (1839–1902), italienischer Admiral, Ozeanograph, Wissenschaftler und Erfinder
- Magnaghi, Sara (* 1993), italienische Ruderin
- Magnago, Silvius (1914–2010), italienischer Politiker und Landeshauptmann (Südtirol)Silvius Magnago (1914–2010)

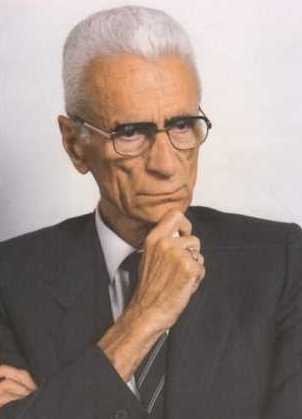
Silvius Magnago (1914–2010)

- Magnaguagno, Guido (* 1946), Schweizer Kunsthistoriker und Kurator
- Magnaldi, Erica (* 1992), italienische Radrennfahrerin
- Magnan, Bernard-Pierre (1791–1865), französischer General und Marschall von Frankreich
- Magnan, Henri (1831–1872), französischer Geologe
- Magnan, Jean-Claude (* 1941), französischer Florettfechter und Olympiasieger
- Magnan, Joseph (1896–1976), französischer Offizier, General
- Magnan, Nathalie (1956–2016), französische Medienwissenschaftlerin und Medienkünstlerin
- Magnan, Pierre (1922–2012), französischer Schriftsteller
- Magnan, Valentin (1835–1916), französischer Psychiater
- Magnane, Georges (1907–1985), französischer Schriftsteller und Übersetzer
- Magnanelli, Francesco (* 1984), italienischer Fußballspieler
- Magnani von Petersdorff, Sabina (* 1955), italienische Publizistin
- Magnani, Anna (1908–1973), italienische Schauspielerin und OscarpreisträgerinAnna Magnani (1908–1973)

Anna Magnani (1908–1973)

- Magnani, Donna, US-amerikanische Schauspielerin, Filmschaffende, Tänzerin und Choreografin
- Magnani, Enrique (1908–1987), uruguayischer Politiker
- Magnani, Franca (1925–1996), italienische Journalistin
- Magnani, Franco (* 1934), italienisch-amerikanischer Maler
- Magnani, Giovanni, rumänisch-italienischer Unternehmer
- Magnani, Heinrich (1899–1979), deutscher katholischer Priester
- Magnani, José (1913–1966), brasilianischer Radrennfahrer
- Magnani, Joseph (1911–1975), US-amerikanischer Radsportler
- Magnani, Margherita (* 1987), italienische Mittelstreckenläuferin
- Magnani, Paolo (1926–2023), italienischer Geistlicher, römisch-katholischer Bischof von Treviso
- Magnani, Primo (1892–1969), italienischer Radrennfahrer
- Magnanti, Brooke (* 1975), US-amerikanisch-britische Bloggerin, Schriftstellerin und ehemalige medizinische ForscherinBrooke Magnanti (* 1975)

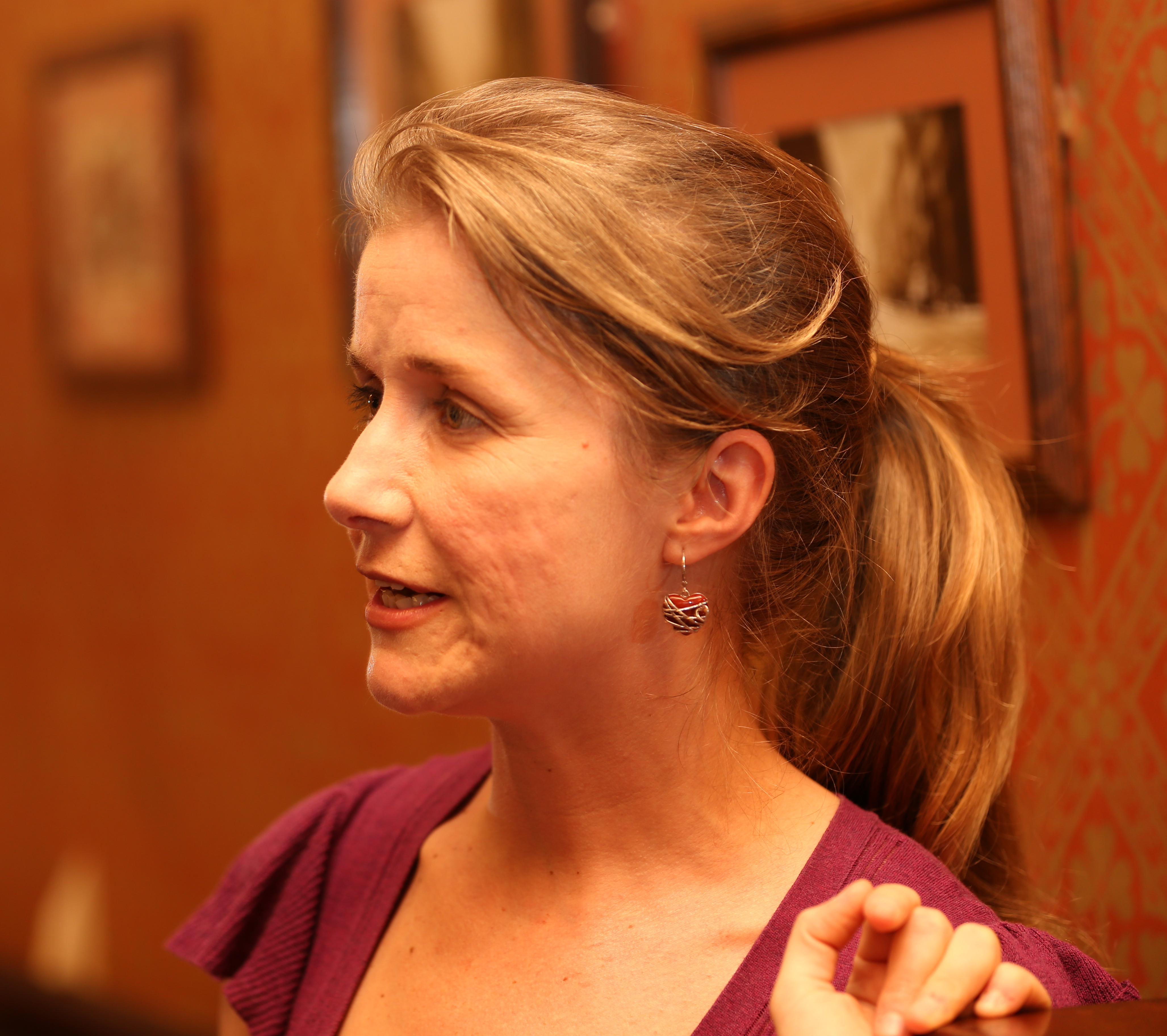
Brooke Magnanti (* 1975)

- Magnard, Albéric (1865–1914), französischer Komponist
- Magnard, Pierre (* 1927), französischer Philosoph
- Magnarelli, Joe (* 1960), US-amerikanischer Jazz-Trompeter und Flügelhornist des Neobop
- Magnaridès, Martine (* 1936), Schweizer Schriftstellerin und Übersetzerin
- Magnasco, Alessandro (1667–1749), italienischer Maler
- Magnasco, Stefano (* 1992), chilenischer Fußballspieler
- Magnavita, Maurício Carneiro (* 1935), brasilianischer Diplomat
- Magnavita, Sonja, deutsche Archäologin
- Magnay, Carl (* 1989), englisch-nordirischer Fußballspieler
- Magnaye, Peter Gabriel (* 1992), philippinischer Badmintonspieler

#### Magne
- Magne, Antonin (1904–1983), französischer Radrennfahrer und Sportlicher Leiter
- Magne, Augusto (1887–1966), brasilianischer Ordensgeistlicher, Altphilologe, Romanist, Lusitanist und Mediävist französischer Herkunft
- Magné, Bernard (1938–2012), französischer Romanist und Literaturwissenschaftler
- Magne, Émile (1877–1953), französischer Kunsthistoriker und Literaturkritiker
- Magné, Frédéric (* 1969), französischer Radsporttrainer und ehemaliger Bahnradsportler
- Magne, Henri (1953–2006), französischer Rallyefahrer
- Magne, Henri-Marcel (1877–1944), französischer Künstler und Hochschullehrer
- Magne, Lucien (1849–1916), französischer Architekt
- Magne, Michel (1930–1984), französischer Komponist, Musiker, Musikproduzent und Maler
- Magne, Pierre (1806–1879), französischer Staatsmann
- Magne, Pierre (1906–1980), französischer Radrennfahrer
- Magnée, Jacques (1903–1943), belgischer römisch-katholischer Geistlicher, Jesuit und Märtyrer
- Magnel, Gustave (1889–1955), belgischer Bauingenieur, Hochschullehrer
- Magnell, Agnes (1848–1928), schwedische Autorin und Illustratorin
- Magnell, Agnes (1878–1966), schwedische Künstlerin und Architektin
- Magnell-Wohlin, Gull (1884–1968), schwedische Kinderbuchautorin und Malerin
- Magnelli, Alberto (1888–1971), italienischer Maler
- Magnen, Jacques, französischer Physiker
- Magnenat Thalmann, Nadia, schweizerisch-kanadische Computergrafik-Wissenschaftlerin und Hochschullehrerin
- Magnenat, Gabrielle (* 1980), Schweizer Skibergsteigerin
- Magnenat, Olivier (1950–2011), Schweizer Jazzmusiker
- Magnentius († 353), römischer GegenkaiserMagnentius († 353)

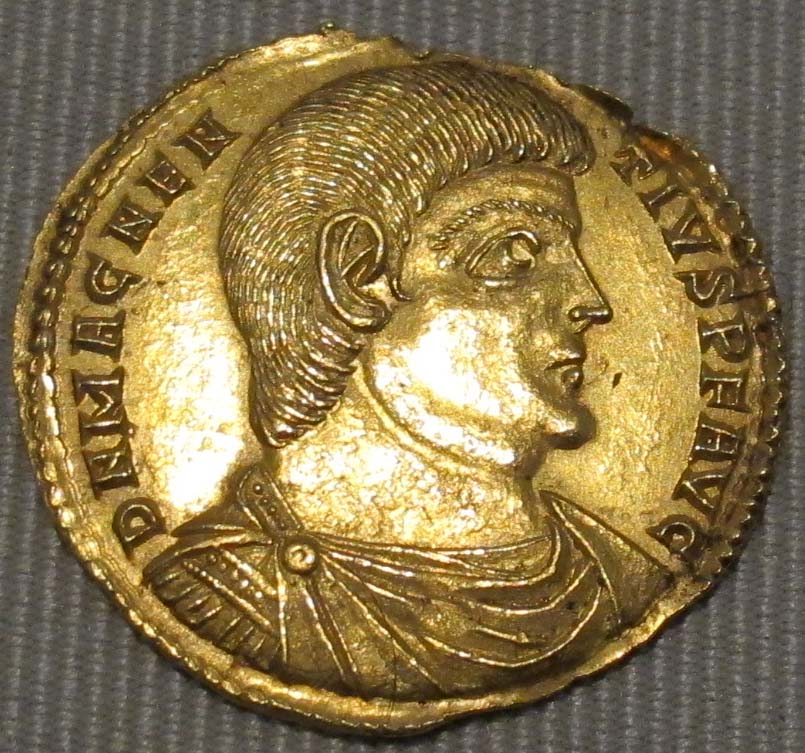
Magnentius († 353)

- Magnenus, Johann Chrysostom, französischer Arzt
- Magner, Thomas F. (1860–1945), US-amerikanischer Jurist und Politiker
- Magner, Tyler (* 1991), US-amerikanischer Straßenradrennfahrer
- Magnerich von Trier, Bischof von Trier
- Magnerius, Bischof von Lausanne
- Magnes, antiker Komödiendichter
- Magnes, Judah Leon (1877–1948), amerikanischer Rabbiner in den Vereinigten Staaten und Israel
- Magness, Clif (* 1957), US-amerikanischer Sänger, Songwriter, Musikproduzent und Multiinstrumentalist
- Magness, Gary (* 1954), US-amerikanischer Unternehmer und Filmproduzent
- Magness, Janiva (* 1957), US-amerikanische Blues-, Soul- und Americana-Sängerin
- Magnet (* 1970), norwegischer Singer-Songwriter
- Magnet, Cécile (1958–2021), französische Film- und Theaterschauspielerin
- Magnet, Myron (* 1944), US-amerikanischer Historiker und Publizist
- Magnette, Charles (1863–1937), belgischer Politiker und Senatspräsident
- Magnette, Paul (* 1971), belgischer Politologe und Politiker
- Magnetti, Hugo (* 1998), französischer Fußballspieler

#### Magni
- Magni, Arturo (1925–2015), italienischer Ingenieur, Rennsportteam-Manager und Unternehmer
- Magni, Claude (* 1950), französischer Radrennfahrer
- Magni, Fiorenzo (1920–2012), italienischer Radrennfahrer
- Magni, Gabriele (* 1973), italienischer Florettfechter
- Magni, Giovanni Pietro (1655–1723), Schweizer Stuckateur und Architekt
- Magni, Jacobus, französischer Augustinermönch und Autor
- Magni, Luigi (1928–2013), italienischer Drehbuchautor und Filmregisseur
- Magni, Oreste (1936–1975), italienischer Radrennfahrer
- Magni, Pietro (1816–1877), italienischer Bildhauer
- Magni, Secondo (1912–1997), italienischer Radrennfahrer
- Magnia Urbica, römische Kaiserin
- Magnien, Dylan (* 1995), französischer Triathlet
- Magnien, Emmanuel (* 1971), französischer Radrennfahrer
- Magnier, Andrew (* 1988), britischer Radrennfahrer
- Magnier, Claude (1920–1983), französischer Dramatiker, Drehbuchautor und Regisseur
- Magnier, Paul (* 2004), französischer RadrennfahrerPaul Magnier (* 2004)

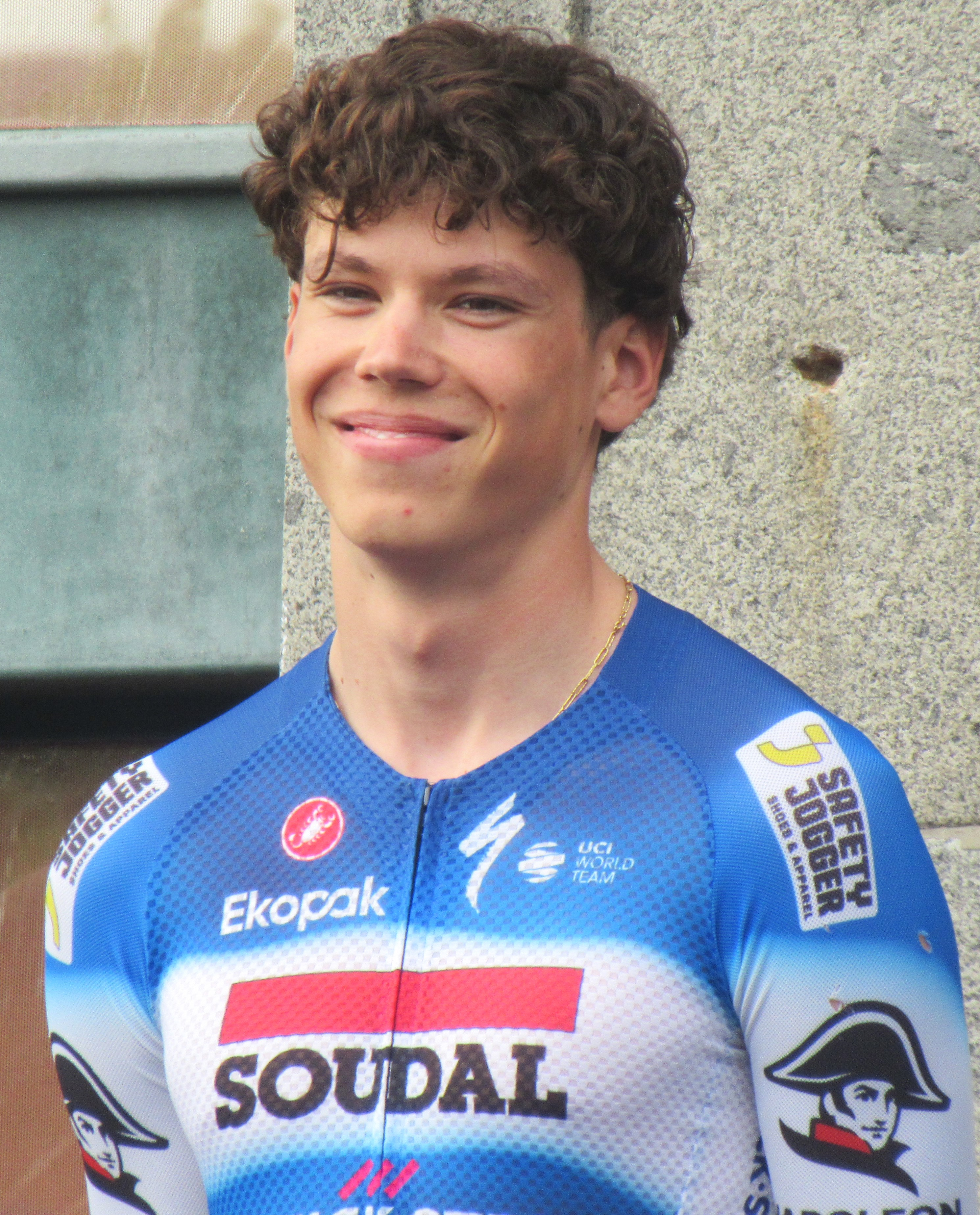
Paul Magnier (* 2004)

- Magnier, Victor, französischer Turner
- Magniez, Marcel (* 1888), französischer Filmarchitekt
- Magnifico (* 1965), slowenischer Musiker und Schauspieler
- Magnifico, Fabio (* 1961), deutscher Medienunternehmer und Filmproduzent
- Magnin, Armand (1920–2011), Schweizer Politiker (PdA)
- Magnin, Charles (1793–1862), französischer Literarhistoriker, Theaterkritiker und Autor
- Magnin, Éric (* 1967), französischer Radrennfahrer
- Magnin, Joël (* 1971), Schweizer Fußballspieler
- Magnin, Joseph (1824–1910), französischer Schwerindustrieller und Politiker
- Magnin, Ludovic (* 1979), Schweizer Fussballspieler und -trainerLudovic Magnin (* 1979)

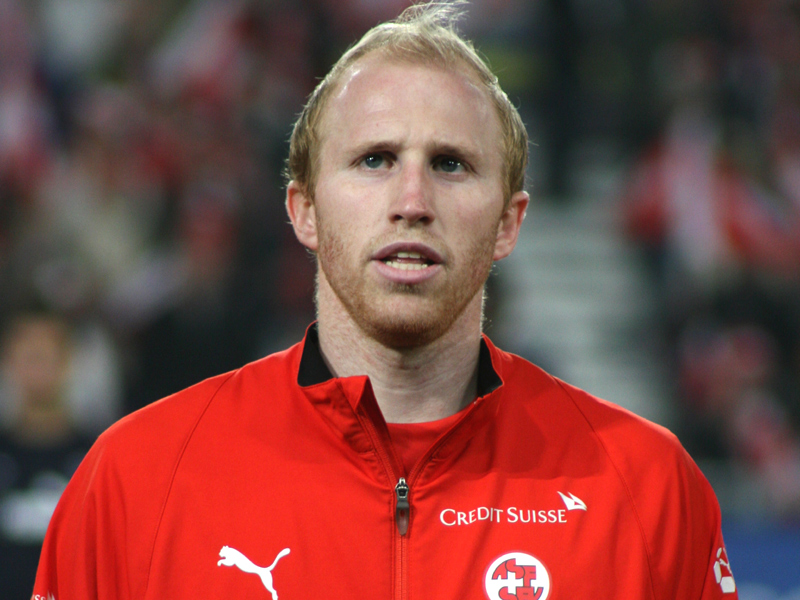
Ludovic Magnin (* 1979)

- Magnin, Yohann (* 1997), französischer Fußballspieler
- Magnini, Ardico (1928–2020), italienischer Fußballspieler
- Magnini, Filippo (* 1982), italienischer Schwimmer
- Magnis, Anton Alexander von (1751–1817), Großgrundbesitzer in Mähren und der Grafschaft Glatz und Wegbereiter moderner Landwirtschaft
- Magnis, Anton Franz von (1862–1944), deutscher Bergwerksbesitzer und Politiker (Zentrum), MdR
- Magnis, Constantin (* 1979), deutscher Journalist und Autor
- Magnis, Esther Maria (* 1980), deutsche Religionswissenschaftlerin, Historikerin, Autorin und Schriftstellerin
- Magnis, Franz von (1598–1662), mährischer Adeliger, Generalfeldmarschall und Landeshauptmann von Mähren sowie Oppeln-Ratibor
- Magnis, Gabriele von (1896–1976), deutsche Sozialpädagogin
- Magnis, Valerian von (1586–1661), Provinzial der österreichisch-böhmischen Ordensprovinz der Kapuziner
- Magnis-Suseno, Franz (* 1936), deutscher Jesuit, Theologe und Sozialphilosoph in Indonesien
- Magnisali, Varvara (* 1986), griechische Sportgymnastin
- Magnitou, Ali (* 2006), kongolesich-türkischer Kinderdarsteller
- Magnitski, Sergei Leonidowitsch (1972–2009), russischer WirtschaftsprüferSergei Leonidowitsch Magnitski (1972–2009)

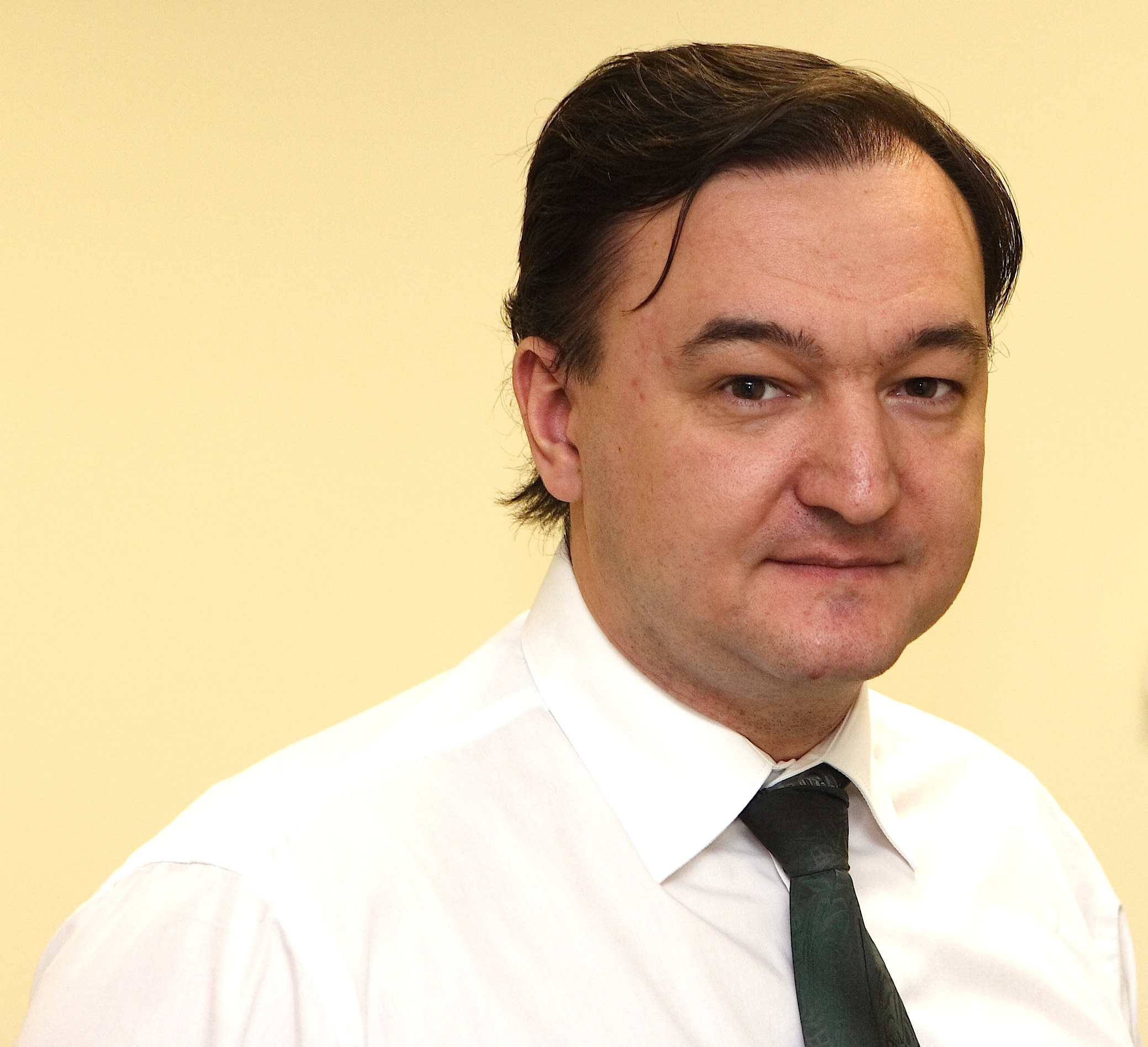
Sergei Leonidowitsch Magnitski (1972–2009)

- Magnitz, Frank (* 1952), deutscher Unternehmer und Politiker (AfD)
- Magnitzke, Rudolf (1927–2018), deutscher Militär, Offizier der DDR
- Magnizki, Wladimir Alexandrowitsch (1915–2005), russischer Geodät und Geophysiker

#### Magno
- Magno Alves (* 1976), brasilianischer Fußballspieler
- Magno Cavallo († 1805), Scharlatan
- Magno, Adaljíza (* 1975), osttimoresische Diplomatin und Politikerin
- Magno, Bendita Moniz (* 1962), osttimoresische Politikerin
- Magno, Benícia Eriana Ximenes dos Reis, osttimoresische Beamtin
- Magno, Bonifácio († 2013), osttimoresischer Unabhängigkeitsaktivist, Politiker und Beamter
- Magno, Geovane (* 1994), brasilianischer Fußballspieler
- Magno, José, osttimoresischer Politiker
- Magno, Lorenço (* 1956), osttimoresischer Unabhängigkeitsaktivist
- Magno, Maria Dadi Soares, osttimoresische Jugendaktivistin, Mitglied im Staatsrat
- Magno, Maurizio (* 2003), deutscher Schauspieler und Kinderdarsteller
- Magno, Salustiano, osttimoresischer Politiker
- Magnoald, Abt von St. Gallen
- Magnol, Pierre (1638–1715), französischer BotanikerPierre Magnol (1638–1715)

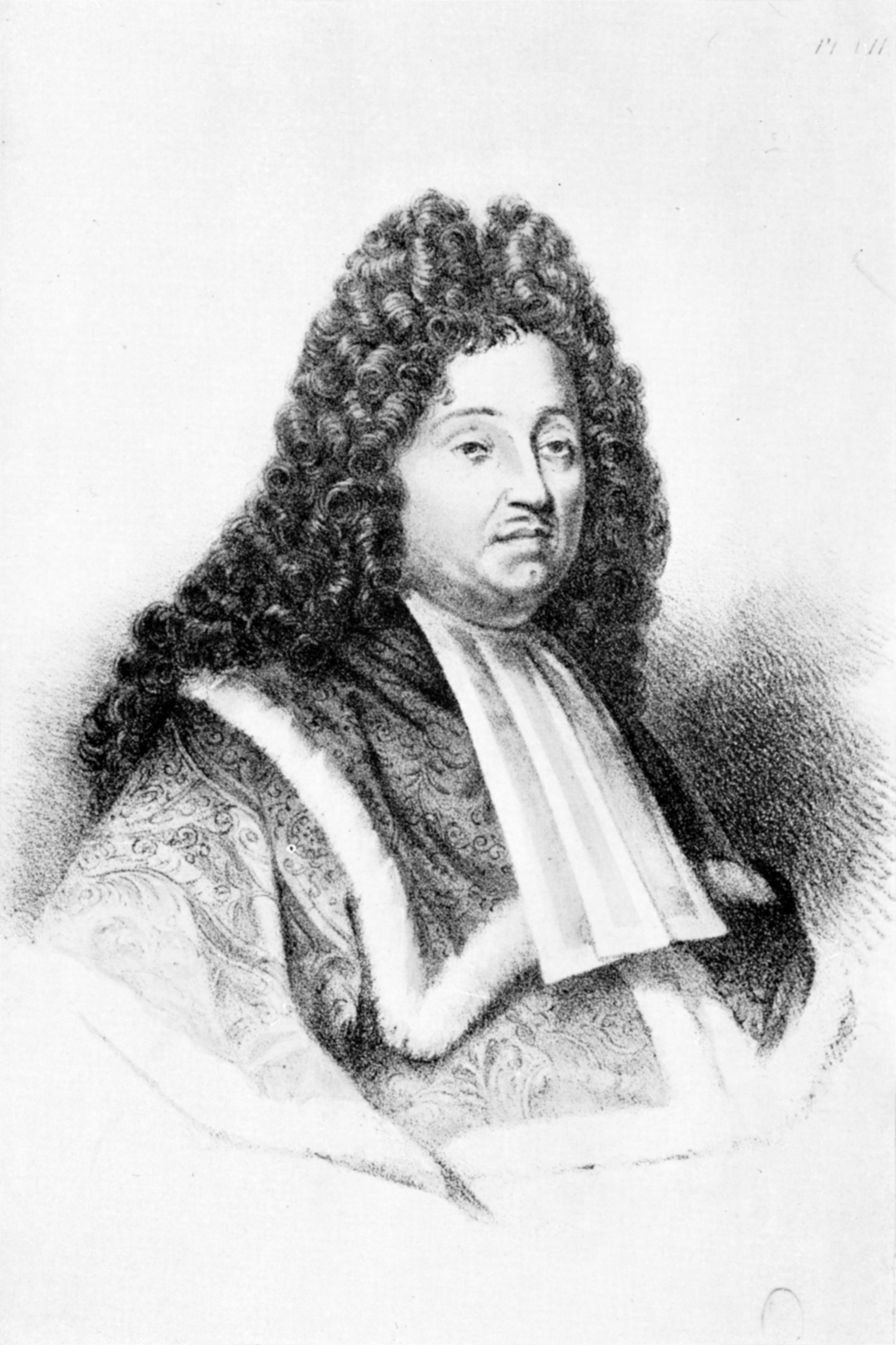
Pierre Magnol (1638–1715)

- Magnolia, Lorenzo, italienischer Filmregisseur
- Magnon, Jean (1620–1662), französischer Dichter und Dramatiker
- Magnone, Alberto (* 1946), uruguayischer Pianist, Dirigent und Komponist
- Magnone, Guido (1917–2012), französischer Bergsteiger
- Magnoni, Antonio (1919–2007), italienischer Apostolischer Nuntius von Ägypten
- Magnoni, Maurice (* 1948), Schweizer Jazzmusiker (Saxophone, Klarinetten, Komposition)
- Magnor, Horst-Rüdiger (1942–2008), deutscher Leichtathlet
- Magnotta, Luka Rocco (* 1982), kanadischer Pornodarsteller
- Magnotti, Luigi (1895–1948), italienischer Radrennfahrer
- Magnozzi, Mario (1902–1971), italienischer Fußballspieler und Fußballtrainer

#### Magnu
- Magnum T.A. (* 1959), US-amerikanischer Wrestler
- Magnus, spätantiker römischer Politiker und Konsul (460)
- Magnus, römischer Gegenkaiser
- Magnus († 1106), Herzog von Sachsen
- Magnus (1107–1134), König von Schweden
- Magnus (1594–1622), Herzog von Württemberg, ältere Linie Neuenbürg (1617–1622)
- Magnús Á. Árnason (1894–1980), isländischer Maler, Bildhauer, Komponist und Übersetzer
- Magnús Ásgeirsson (1901–1955), isländischer Lyriker und Übersetzer
- Magnus Broka, Sohn von Jarl Knut Birgersson
- Magnús Brynjólfsson (1923–1976), isländischer Skirennläufer
- Magnús Einarsson (1098–1148), isländischer römisch-katholischer Geistlicher, Bischof von Skálholt (1118–1133)
- Magnús Eiríksson (1806–1881), isländischer Theologe
- Magnús Erlendsson († 1115), schottischer Märtyrer, Orkneyjarl
- Magnus Gilbertson, Earl of Caithness († 1273), norwegisch-schottischer Adliger
- Magnús Gissurarson († 1237), isländischer Geistlicher, Bischof von Skálholt
- Magnús Guðmundsson (1879–1937), isländischer Politiker sowie Justiz-, Finanz- und Premierminister Islands
- Magnus Haraldsson, Bischof von Skara, Weihbischof in Schwerin
- Magnús Helgi Bergs (* 1956), isländischer Fußballspieler
- Magnus Henriksson, König von Schweden
- Magnus I. († 1047), norwegischer und dänischer König
- Magnus I. (1240–1290), schwedischer König (1275–1290)
- Magnus I. (1304–1369), Herzog des Fürstentums Braunschweig-Wolfenbüttel
- Magnus I. († 1384), Herzog von Mecklenburg (1383–1384)
- Magnus I. (1470–1543), Herzog von Sachsen-Lauenburg (1507–1543)
- Magnus II. (1048–1069), König von Norwegen
- Magnus II. (1316–1374), König von Schweden und NorwegenMagnus II. (1316–1374)

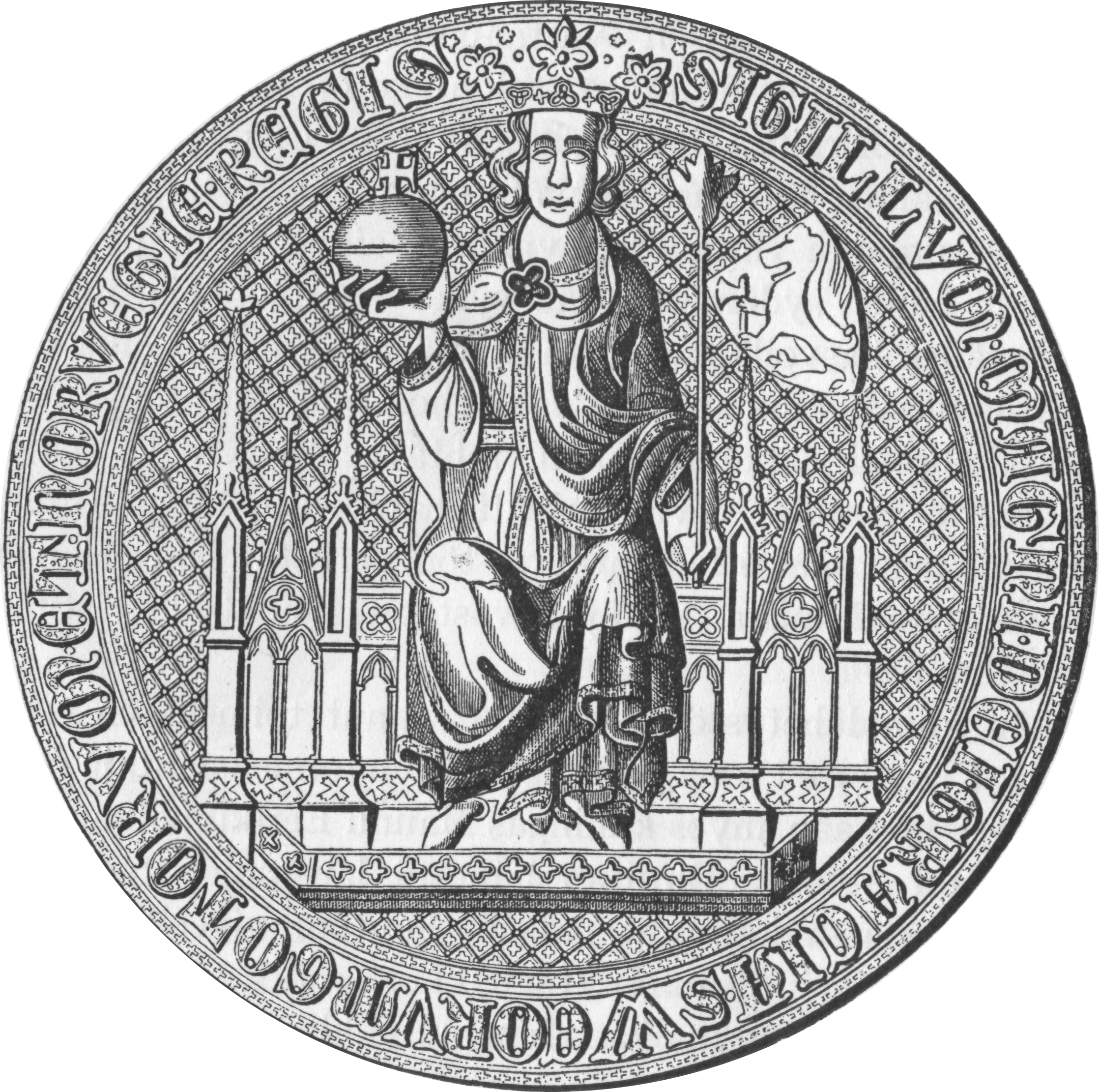
Magnus II. (1316–1374)

- Magnus II. (1324–1373), Fürst von Lüneburg und Fürst von Braunschweig-Wolfenbüttel
- Magnus II. (1441–1503), Herzog zu Mecklenburg
- Magnus II. (1543–1603), Herzog von Sachsen-Lauenburg (1581–1588)
- Magnus III. († 1265), König von Man und der Inseln
- Magnus III. († 1103), König von Norwegen
- Magnus III. (1509–1550), Herzog zu Mecklenburg (-Schwerin), Bischof von Schwerin
- Magnús Ingi Helgason (* 1980), isländischer Badmintonspieler
- Magnus IV. († 1139), König von Norwegen
- Magnus Jónsson, Earl of Caithness, norwegisch-schottischer Magnat
- Magnus Minnesköld († 1208), schwedischer Adeliger
- Magnus of Angus († 1239), Jarl von Orkney
- Magnús Orri Schram (* 1972), isländischer Politiker (Allianz)
- Magnús Pálsson (1912–1990), isländischer Wasserballspieler
- Magnús Pálsson (* 1929), isländischer Konzeptkünstler
- Magnús Pétursson (* 1940), isländischer Phonetiker
- Magnús Scheving (* 1964), isländischer Schauspieler und SportlerMagnús Scheving (* 1964)

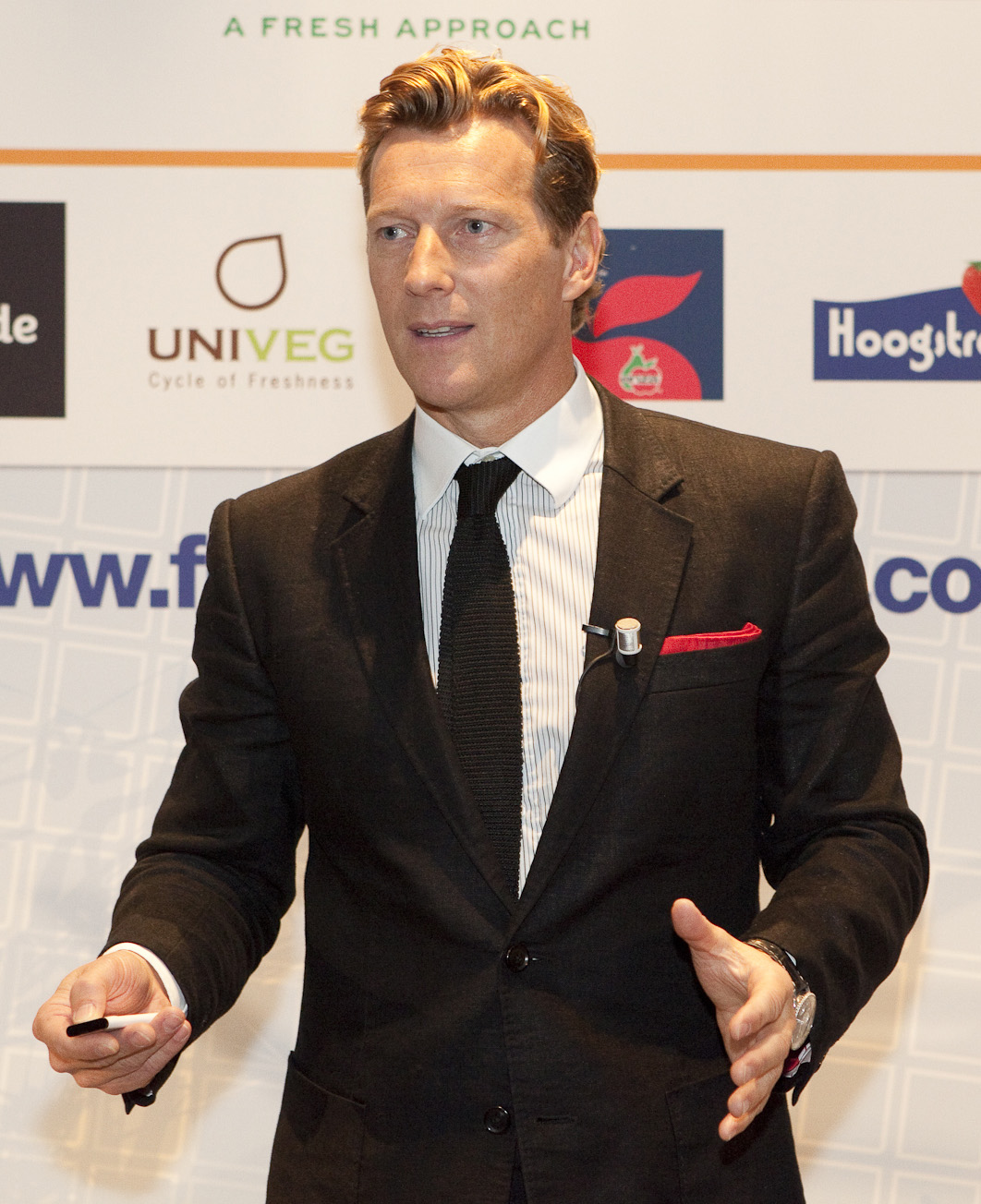
Magnús Scheving (* 1964)

- Magnús Sigurðsson (* 1984), isländischer Schriftsteller
- Magnús Tumi Guðmundsson (* 1961), isländischer Geophysiker und Hochschullehrer
- Magnus V. (1156–1184), König von Norwegen
- Magnus VI. (1238–1280), König von Norwegen (1263–1280)
- Magnus von Anhalt (1455–1524), deutscher Fürst und Dompropst
- Magnus von Dänemark (1540–1583), Bischof von Ösel-Wieck und Kurland, König von Livland (1570–1577)
- Magnus von Fabrateria vetus, heiliger Märtyrer
- Magnus von Füssen, Heiliger und legendärer Klostergründer der Abtei St. MangMagnus von Füssen

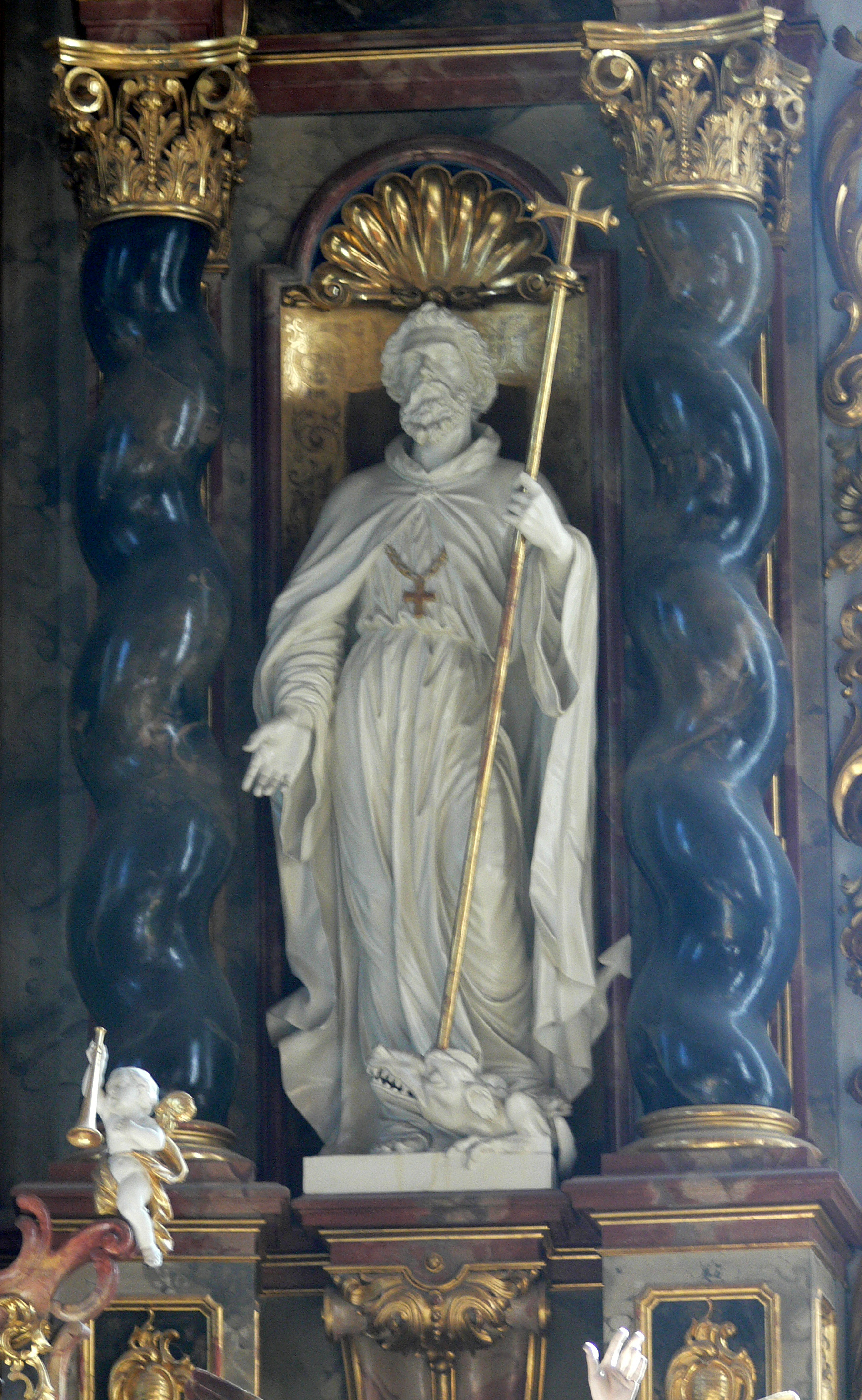
Magnus von Füssen

- Magnus von Karrhai, spätantiker römischer Historiker
- Magnus von Oderzo (* 580), italienischer Bischof und Kirchengründer
- Magnus von Sachsen-Lauenburg (1390–1452), Bischof von Cammin und Hildesheim
- Magnus, Alexander (* 1893), deutscher Kapitän zur See der Kriegsmarine
- Magnus, Anton von (1821–1882), preußischer Diplomat
- Magnus, Ariel (* 1975), argentinischer Schriftsteller und Übersetzer
- Magnus, Bernhard († 1798), deutscher Porzellanmaler
- Magnus, Dieter (1937–2023), deutscher Filmemacher und Umweltkünstler
- Magnus, Eduard (1799–1872), deutscher Maler
- Magnus, Edwin (1888–1974), deutsch-lettischer Politiker
- Magnus, Elisabeth von (* 1954), österreichische Opern-, Oratorien-, Lied- und Konzertsängerin (Mezzosopran/Alt)
- Magnus, Erwin (1881–1947), deutscher Schriftsteller und Übersetzer
- Magnus, Flavius Anastasius Paulus Probus Moschianus Probus, spätantiker Beamter und Konsul (518)
- Magnus, Frances (1882–1969), deutsche Politikerin (DVP), Autorin und Herausgeberin, MdR
- Magnus, Friedrich Martin von (1796–1869), deutscher Bankier
- Magnus, Gavin (* 2007), US-amerikanischer Schauspieler und Sänger
- Magnus, Georg (1883–1942), deutscher Chirurg und Hochschullehrer
- Magnus, Gilles (* 1999), belgischer Automobilrennfahrer
- Magnus, Gustav Adolf (1856–1931), Präsident des Landgerichts Saarbrücken
- Magnus, Hans (1881–1949), deutscher Ingenieur und Industrieller
- Magnus, Hans Heinrich Wilhelm (1907–1990), deutscher Mathematiker
- Magnus, Hayley (* 1989), australische Schauspielerin in Film und Fernsehen
- Magnus, Heinrich Gustav (1802–1870), deutscher Physiker und ChemikerHeinrich Gustav Magnus (1802–1870)

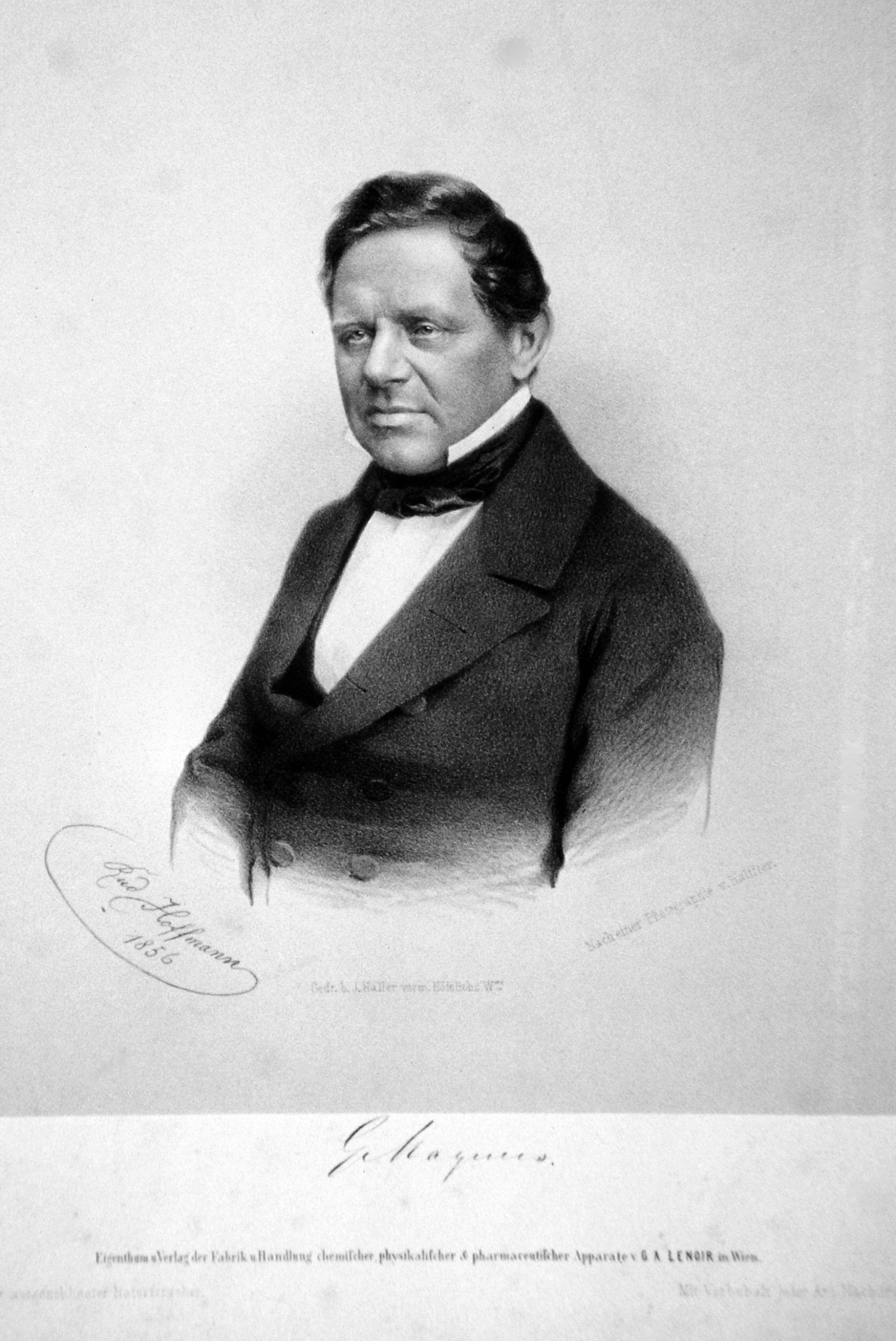
Heinrich Gustav Magnus (1802–1870)

- Magnus, Hugo (1842–1907), deutscher Ophthalmologe und Hochschullehrer in Breslau
- Magnus, Hugo (1851–1924), deutscher Klassischer Philologe und Gymnasiallehrer
- Magnus, Johann Samuel (1678–1707), deutscher evangelischer geistlicher Dichter und Historiker
- Magnus, Johannes (1488–1544), schwedischer Geistlicher und letzter katholischer Erzbischof Schwedens
- Magnus, Julius (1867–1944), deutscher Rechtsanwalt
- Magnus, Klaus (* 1936), deutscher Grafiker und Zeichner
- Magnus, Kurt (1887–1962), deutscher Rundfunkpionier und Verwaltungsjurist
- Magnus, Kurt (1912–2003), deutscher Ingenieur
- Magnus, Louis (1881–1950), französischer Eiskunstläufer und Eishockeyfunktionär
- Magnus, Ludwig Immanuel (1790–1861), deutscher Mathematiker
- Magnus, Manfred (* 1939), österreichischer Motorrad-Rennfahrer
- Magnus, Marlene (* 1936), deutsche Malerin und Grafikerin
- Magnus, Moritz (1838–1897), deutscher Bankier
- Magnus, Nadya (* 1976), US-amerikanische PokerspielerinNadya Magnus (* 1976)

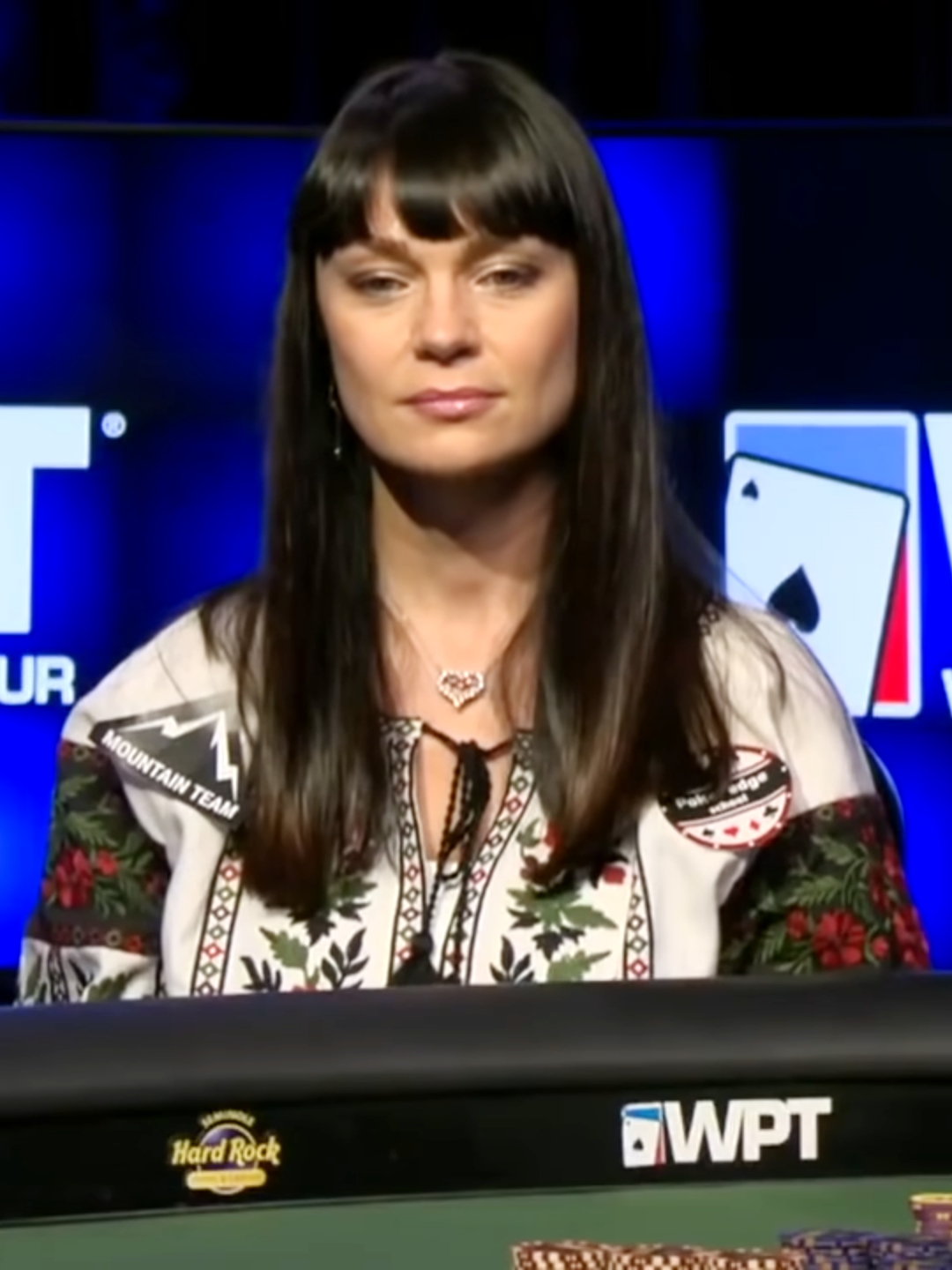
Nadya Magnus (* 1976)

- Magnus, Olaus (1490–1557), schwedischer Geistlicher, Kartograf und Geograph
- Magnus, Otto (1836–1920), jüdischer Jurist
- Magnus, Paul Wilhelm (1844–1914), deutscher Botaniker
- Magnus, Philip D. (* 1943), britischer Chemiker (Organische Chemie)
- Magnus, Robert (* 1980), deutscher Rechtswissenschaftler
- Magnus, Rudolf (1873–1927), deutscher Arzt, Pharmakologe und Physiologe
- Magnus, Sandra (* 1964), US-amerikanische Astronautin
- Magnus, Sophie (1840–1920), deutsche Frauenrechtlerin und leitende Mitarbeiterin von Frauenprojekten in Braunschweig
- Magnus, Ulrich (* 1944), deutscher Jurist und Hochschullehrer
- Magnus, Victor Karl (1830–1872), deutscher Bankier
- Magnus, Werner (1876–1942), deutscher Botaniker
- Magnus-Levy, Adolf (1865–1955), deutscher und amerikanischer Arzt und Physiologe
- Magnus-Unzer, Frieda (1875–1966), deutsche Schriftstellerin
- Magnuson, Ann (* 1956), US-amerikanische Schauspielerin und Sängerin
- Magnuson, Christina (* 1943), schwedische Prinzessin
- Magnuson, Christine (* 1985), US-amerikanische Schwimmerin
- Magnuson, Donald H. (1911–1979), US-amerikanischer Politiker
- Magnuson, Keith (1947–2003), kanadischer Eishockeyspieler
- Magnuson, Warren G. (1905–1989), US-amerikanischer Politiker (Demokraten)
- Magnussen, Billy (* 1985), US-amerikanischer SchauspielerBilly Magnussen (* 1985)

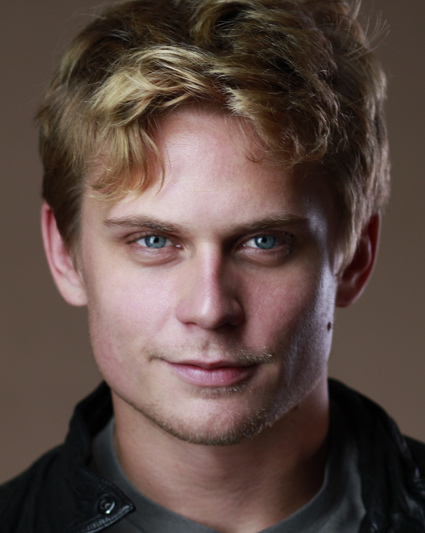
Billy Magnussen (* 1985)

- Magnussen, Bjørn (* 1998), norwegischer Eisschnellläufer
- Magnussen, Christian Carl (1821–1896), deutscher Kunstmaler
- Magnussen, Einar (1931–2004), norwegischer Bankmanager und Politiker (Arbeiterpartei), Staatssekretär und Minister
- Magnussen, Ella (1847–1911), deutsche Malerin
- Magnussen, Erik (1940–2014), dänischer Designer
- Magnussen, Friedrich (1914–1987), deutscher Pressefotograf
- Magnussen, Harro (1861–1908), deutscher Bildhauer
- Magnussen, Helgo (* 1944), deutscher Mediziner
- Magnussen, Henny (1878–1937), dänische Rechtsanwältin
- Magnussen, Ingeborg (1856–1946), deutsche Malerin und Schriftstellerin
- Magnussen, James (* 1991), australischer Schwimmer
- Magnussen, Jan (* 1973), dänischer Automobilrennfahrer
- Magnussen, Jens (* 1956), deutscher Politiker (CDU), MdL
- Magnussen, Karen (* 1952), kanadische Eiskunstläuferin
- Magnussen, Karin (1908–1997), deutsche Biologin, Rassenhygienikerin, Nationalsozialistin und Lehrerin
- Magnussen, Karl August (1915–1966), dänischer Radrennfahrer
- Magnussen, Kevin (* 1992), dänischer AutomobilrennfahrerKevin Magnussen (* 1992)

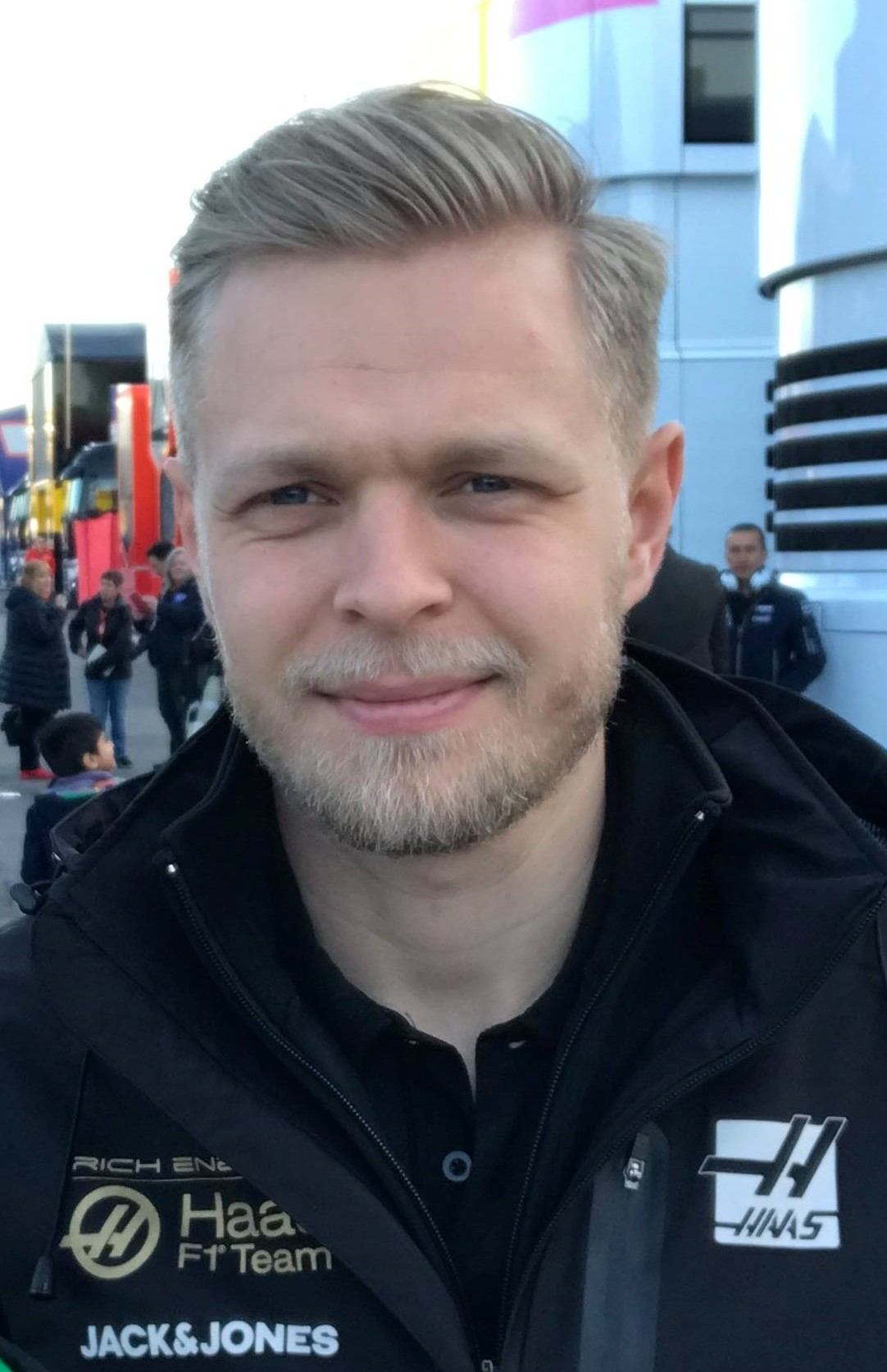
Kevin Magnussen (* 1992)

- Magnussen, Ole (1937–2015), grönländischer Gewerkschafter
- Magnussen, Rasmus (1560–1670), färöischer Altersrekordler
- Magnussen, Thomas (* 1973), dänischer Schauspieler
- Magnussen, Vidar (* 1977), norwegischer Schauspieler, Komiker, Regisseur und Drehbuchautor
- Magnussen, Walter (1869–1946), deutscher Landschaftsmaler, Keramiker und Hochschullehrer
- Magnussen-Petersen, Anna (1871–1940), deutsche Bildhauerin
- Magnusson, Anna (* 1995), schwedische Biathletin
- Magnusson, Åsa (* 1964), schwedische Freestyle-Skisportlerin
- Magnusson, Benno (* 1953), schwedischer Fußballspieler
- Magnusson, Bob (* 1947), amerikanischer Jazzbassist
- Magnusson, Carl (* 1940), schwedischer Industriedesigner, Erfinder und Dozent
- Magnusson, Charles (1878–1948), schwedischer Kameramann, Filmproduzent und Drehbuchautor
- Magnusson, Christine (* 1964), schwedische Badmintonspielerin
- Magnusson, Conrad (1874–1924), US-amerikanischer Tauzieher
- Magnusson, Dan (* 1955), schwedischer Schlagzeuger
- Magnusson, Emil (1887–1933), schwedischer Diskuswerfer
- Magnusson, Glenn (* 1969), schwedischer Radrennfahrer
- Magnusson, Greta (1929–1998), schwedische Weitspringerin und Sprinterin
- Magnusson, Hans (* 1960), schwedischer Eisschnellläufer
- Magnusson, Julia (* 1985), schwedische Fußballschiedsrichterassistentin
- Magnusson, Kim (* 1965), dänischer Filmproduzent
- Magnusson, Kim (* 1992), schwedischer Radrennfahrer
- Magnusson, Kristof (* 1976), deutscher SchriftstellerKristof Magnusson (* 1976)

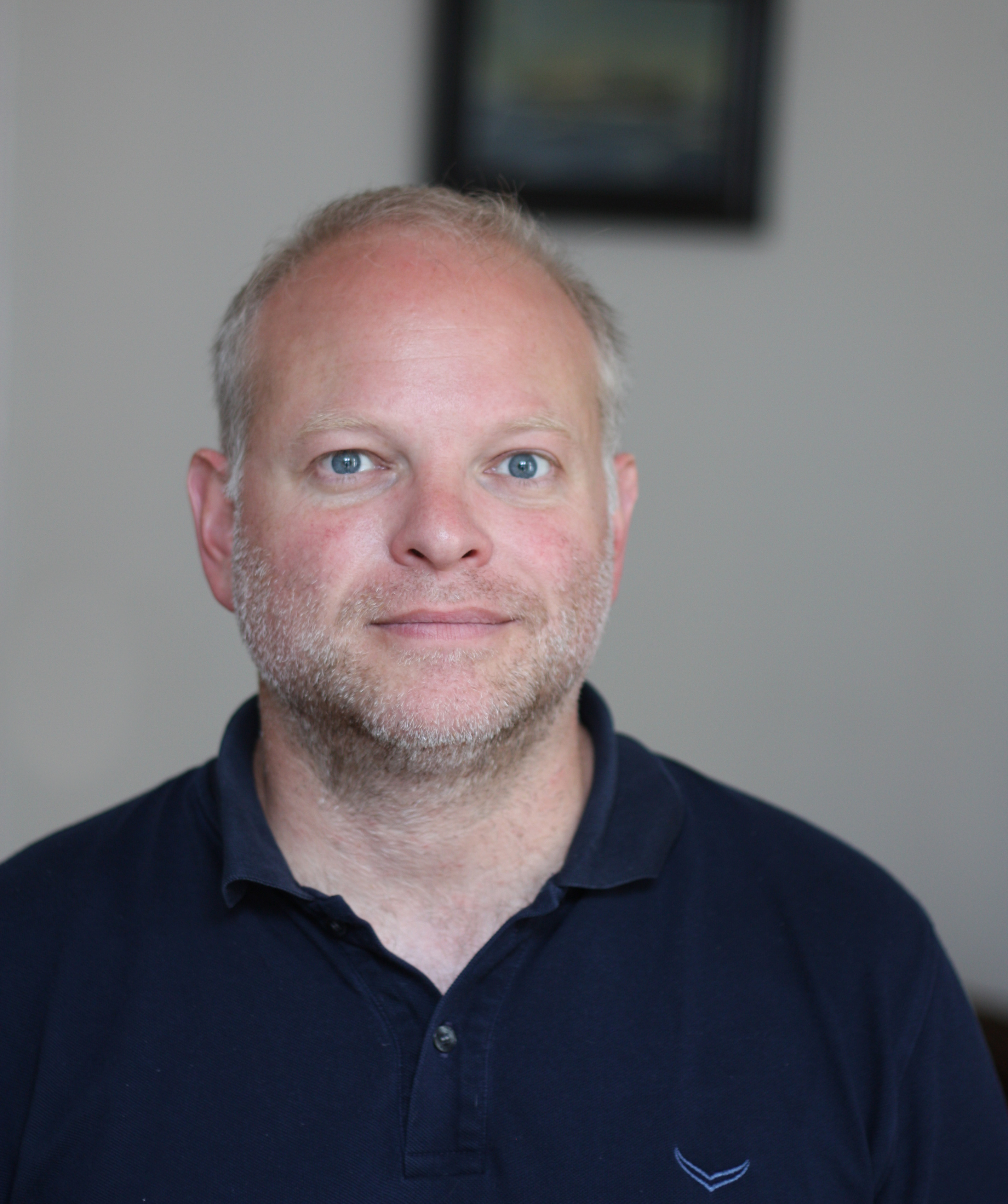
Kristof Magnusson (* 1976)

- Magnusson, Lennart (1924–2011), schwedischer Degenfechter
- Magnusson, Leo (* 1998), schwedischer Hindernisläufer
- Magnusson, Magnus (1929–2007), isländischer Schriftsteller und Moderator
- Magnusson, Magnus (* 1941), dänischer Filmarchitekt und Regisseur
- Magnusson, Mats (* 1963), schwedischer Fußballspieler
- Magnusson, Mikael (* 1973), schwedischer Eishockeyspieler
- Magnusson, Nils Harald (1890–1976), schwedischer Geologe
- Magnusson, Oliwer (* 2000), schwedischer Freestyle-Skier
- Magnusson, Ragnar (1901–1981), schwedischer Langstreckenläufer
- Magnusson, Rikard (* 1971), schwedischer Badmintonspieler
- Magnusson, Roger (* 1945), schwedischer Fußballspieler
- Magnusson, Sven-Erik (1942–2017), schwedischer Sänger
- Magnusson, Thomas (* 1950), schwedischer Skilangläufer
- Magnusson, Thomas (* 1978), schwedischer Fußballspieler
- Magnusson, Tivi (* 1942), dänischer Filmproduzent
- Magnusson, Werner (1890–1966), schwedischer Langstreckenläufer
- Magnusson-Grossman, Greta (1906–1999), schwedische Möbeldesignerin und Architektin
- Magnusson-Norling, Tova (* 1968), schwedische Schauspielerin, Komikerin und Filmregisseurin

#### Magny
- Magny, Colette (1926–1997), französische Sängerin und Liedermacherin
- Magny, Herby (* 1997), Fußballspieler (Turks- und Caicosinseln)
- Magny, Olivier de (1529–1561), französischer Dichter

### Mago
- Mago, punischer Schriftsteller
- Mago († 203 v. Chr.), karthagischer Feldherr
- Mago I., König von Karthago, Stammvater der Magoniden
- Mago, Hidenori (* 1982), japanischer Fußballspieler
- Mago, Luis (* 1994), venezolanischer Fußballspieler
- Mago, Mike (* 1979), niederländischer DJ
- Magocsi, Paul Robert (* 1945), US-amerikanisch-kanadischer Osteuropahistoriker
- Magoffin, Beriah (1815–1885), US-amerikanischer Politiker und Gouverneur von Kentucky
- Magogin, Igor Alexandrowitsch (* 1981), russischer Eishockeyspieler
- Magogo (1900–1984), südafrikanische Zulu-Prinzessin, Komponistin, Musikerin, Sängerin
- Magoko, Beryl (* 1984), kenianische Filmregisseurin, Drehbuchautorin und Filmproduzentin
- Magolei, Norman (* 1979), deutscher Fernsehmoderator, Animateur und Schlagersänger
- Magomadow, Tschingis Turpal-Elijewitsch (* 1998), russischer Fußballspieler
- Magombo, Stanislaus Tobias (1968–2010), malawischer Geistlicher, Weihbischof in Lilongwe
- Magomedalijewa, Senfira Ramasanowna (* 1988), russische Boxerin
- Magomedov, Gashim (* 1999), russisch-aserbaidschanischer Taekwondoin
- Magomedow, Abus (* 1990), russisch-deutscher Mixed-Martial-Arts-Kämpfer im Mittelgewicht dagestanischer Herkunft
- Magomedow, Arif Ramasanowitsch (* 1992), russischer Boxer
- Magomedow, Butta Gadschijewitsch (* 1997), russischer Fußballspieler
- Magomedow, Chadschimurad Saigidmagomedowitsch (* 1974), russischer Ringer
- Magomedow, Dschamalutdin Machmudowitsch (1908–1982), sowjetischer Politiker in der Dagestanischen ASSR
- Magomedow, Magomedali Magomedowitsch (1930–2022), russischer Politiker
- Magomedow, Magomedsalam Magomedalijewitsch (* 1964), russischer Politiker
- Magomedow, Sadam Ramasanowitsch (* 1992), russischer Boxer
- Magomedow, Seifula Seferowitsch (* 1983), russischer Taekwondoin
- Magomedow, Umalat Chairullajewitsch (1979–2009), russischer Terrorist
- Magomedowa, Sapijat Achmedowna (* 1979), Bürgerrechtlerin und Rechtsanwältin aus Dagestan
- Magon de La Villehuchet, Thierry Magon de (1943–2008), französischer Adeliger und Investmentbanker
- Magon, Leopold (1887–1968), deutscher Germanist, Skandinavist und Theaterwissenschaftler
- Magón, Ricardo Flores (1874–1922), mexikanischer Revolutionär
- Magona, Sindiwe (* 1943), südafrikanische Schriftstellerin
- Magonet, Jonathan (* 1942), britischer Rabbiner, Hochschullehrer und Autor
- Magoni, Lara (* 1969), italienische Skirennläuferin
- Magoni, Livio (* 1963), italienischer Alpinskitrainer
- Magoni, Paoletta (* 1964), italienische Skirennläuferin
- Magoni, Petra (* 1972), italienische Sängerin und Schauspielerin
- Magoo (1973–2023), US-amerikanischer Rapper
- Magool (1948–2004), somalische Sängerin und Musikerin
- Magoon, Charles Edward (1861–1920), US-amerikanischer Diplomat und Politiker
- Magoon, Henry S. (1832–1889), US-amerikanischer Politiker
- Magoon, Seymour, US-amerikanischer Auftragsmörder
- Magor, Liz (* 1948), kanadische Bildhauerin und Installationskünstlerin und Fotografin
- Magori, Sani (* 1971), nigrischer Filmregisseur
- Magorian, Michelle (* 1947), britische Schriftstellerin
- Magos, Judit (1951–2018), ungarische Tischtennisspielerin
- Magoshi, Kyōhei (1844–1933), japanischer Unternehmer
- Magosi, Bálint (* 1989), ungarischer Eishockeyspieler
- Magoun, Francis Peabody (1895–1979), US-amerikanischer Hochschullehrer, Professor für Literatur
- Magoun, Horace W. (1907–1991), US-amerikanischer Neurowissenschaftler
- Magour, Ahmed Bader (* 1996), katarischer Speerwerfer ägyptischer Herkunft
- Magovac, Aleksandar (* 1991), slowenischer Eishockeyspieler
- Magowan, John Hall (1893–1951), britischer Diplomat
- Magowan, Kate (* 1975), britische SchauspielerinKate Magowan (* 1975)

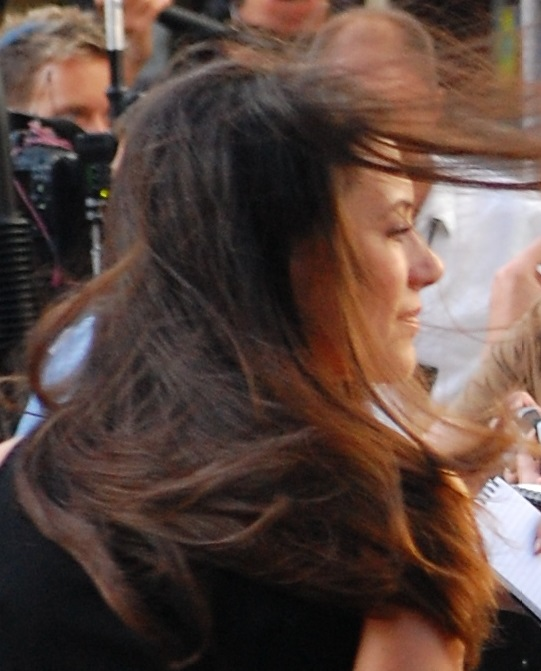
Kate Magowan (* 1975)

- Magowan, Ken (* 1981), kanadischer Eishockeyspieler

### Magr
- Mágr, Josef (1861–1924), böhmisch-deutscher Bildhauer
- Magrady, Frederick William (1863–1954), US-amerikanischer Politiker
- Magraner, Carles (* 1962), valencianisch-spanischer Violoncellist, Musikwissenschaftler und Fachmann für Alte Musik
- Magrath, Andrew Gordon (1813–1893), US-amerikanischer Jurist und Politiker
- Magrath, Cassandra (* 1981), australische Filmschauspielerin und Fernsehschauspielerin
- Magrath, Miler (1522–1622), irischer Geistlicher, katholischer Bischof von Down und Connor, anglikanischer Erzbischof von Cashel
- Magre, Judith (* 1926), französische Schauspielerin
- Magre, Maurice (1877–1941), französischer Schriftsteller
- Magri, Charlie (* 1956), britischer Boxer tunesischer Herkunft im Fliegengewicht
- Magrì, Domenico (1905–1983), italienischer Politiker, Mitglied der Camera dei deputati und des Senato della Repubblica
- Magri, John (* 1941), maltesischer Radrennfahrer
- Magri, Lucio (1932–2011), italienischer Journalist und Politiker
- Magrì, Massimo (* 1940), italienischer Industrie- und Werbefilmer
- Magri, Mayara (* 1994), brasilianische Tänzerin
- Magri, Odelir José (* 1963), brasilianischer Geistlicher, römisch-katholischer Erzbischof von Chapecó
- Magrill, Samuel (* 1952), US-amerikanischer Komponist und Musikpädagoge
- Magriñá, José (1917–1988), kubanischer Fußballspieler
- Magrini, Giuseppe (1857–1926), italienischer Cellist, Musikpädagoge und Komponist
- Magris, Claudio (* 1939), italienischer Schriftsteller, Germanist und Übersetzer
- Magris, Roberto (* 1959), italienischer Jazzpianist
- Magritte, René (1898–1967), belgischer Maler des SurrealismusRené Magritte (1898–1967)

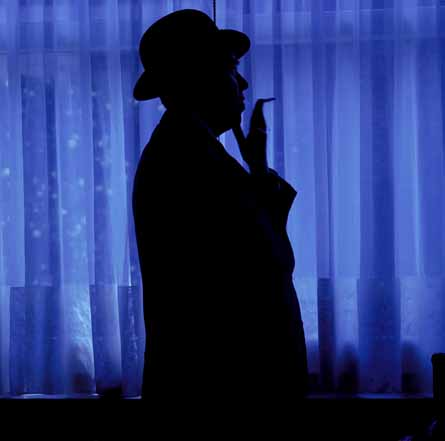
René Magritte (1898–1967)

- Magritz, Kurt (1909–1992), deutscher Architekt und Grafiker
- Magrius Bassus, Marcus, römischer Konsul des Jahres 289 v. Chr.
- Magro, Amelia (1937–2003), italienisch-schweizerische Fotografin
- Magro, Andy (* 1990), italienisch-amerikanisch-deutscher Schauspieler, Sänger, Songwriter und Fotomodell
- Magro, Antonio Maria (* 1954), italienischer Regisseur und Schauspieler
- Magro, Sylvester Carmel (1941–2018), maltesischer Ordensgeistlicher, Apostolischer Vikar von Benghazi
- Magro, Vincent (* 1952), maltesischer Fußballspieler
- Magro, Vittorio (* 1980), deutsch-italienischer Popsänger
- Magron, René (* 1927), Schweizer Schauspieler und Journalist
- Magruder, Allan B. (1775–1822), US-amerikanischer Politiker
- Magruder, Bruce (1882–1953), US-amerikanischer Offizier, Generalmajor der US-Army
- Magruder, Calvert (1893–1968), US-amerikanischer Jurist
- Magruder, Carter B. (1900–1988), US-amerikanischer General der US Army
- Magruder, D. L., US-amerikanischer Tennisspieler
- Magruder, Jeb Stuart (1935–2014), US-amerikanischer Politiker und Autor
- Magruder, John Bankhead (1807–1871), US-amerikanischer Militär, Offizier der United States Army und Generalmajor der Südstaaten
- Magruder, Julia (1854–1907), US-amerikanische Schriftstellerin
- Magruder, Patrick (1768–1819), US-amerikanischer Politiker und Bibliothekar
- Magruder, William B. (1810–1869), US-amerikanischer Politiker
- Magrutsch, Walter (1929–2014), österreichischer Diplomat

### Mags
- Magsaysay, Genaro (1924–1978), philippinischer Politiker und Rechtsanwalt
- Magsaysay, Ramon (1907–1957), philippinischer Präsident

### Magt
- Magtymguly, Pyragy, turkmenischer Poet

### Magu
- Magubane, Peter (1932–2024), südafrikanischer Fotojournalist
- Magueijo, João (* 1967), portugiesischer Physiker
- Maguena, Jean Marie (* 1957), gabunischer Diplomat
- Maguengue, Ernesto (* 1964), mosambikanischer Geistlicher, römisch-katholischer Bischof von Inhambane
- Maguer, Armelle (* 1967), französische Malerin und Kunstlehrerin
- Magufuli, John (1959–2021), tansanischer PolitikerJohn Magufuli (1959–2021)

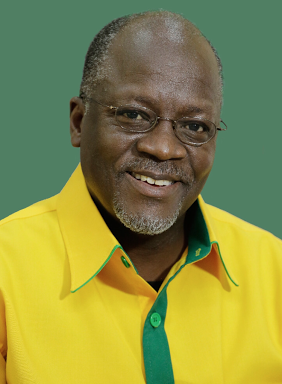
John Magufuli (1959–2021)

- Magugat, Pedro (1925–1990), philippinischer römisch-katholischer Ordensgeistlicher und Bischof von Urdaneta
- Magugu, Arthur (1934–2012), kenianischer Politiker
- Magugu, Thebe (* 1993), südafrikanischer Modedesigner
- Maguid, Ismat Abdal (1923–2013), ägyptischer Diplomat
- Maguire, Alex (* 1959), britischer Pianist
- Maguire, Andrew (* 1939), US-amerikanischer Politiker
- Maguire, Barry (* 1989), niederländischer Fußballspieler mit irischen Wurzeln
- Maguire, Barry (* 1998), schottischer Fußballspieler
- Maguire, Bernard, irischer Politiker
- Maguire, Carl (* 1970), US-amerikanischer Jazzmusiker und Komponist
- Maguire, Catherine (1906–1991), US-amerikanische Hochspringerin
- Maguire, Charles (1875–1949), kanadischer Politiker
- Maguire, Clare (* 1987), britische Singer-Songwriterin
- Maguire, Conor (1889–1971), irischer Jurist und Politiker der Fianna Fáil
- Maguire, Daniel C., US-amerikanischer römisch-katholischer Theologe
- Maguire, Dave (* 1927), kanadischer Eishockeyspieler und -trainer
- Maguire, Eleanor (1970–2025), irische Neurowissenschaftlerin
- Maguire, Elsie (* 1908), britische Sprinterin
- Maguire, Frank (1929–1981), britischer Politiker, Abgeordneter im House of Commons, Mitglied der IRA und Sinn Féin
- Maguire, Gregory (* 1954), US-amerikanischer Schriftsteller
- Maguire, Harry (* 1993), englischer FußballspielerHarry Maguire (* 1993)

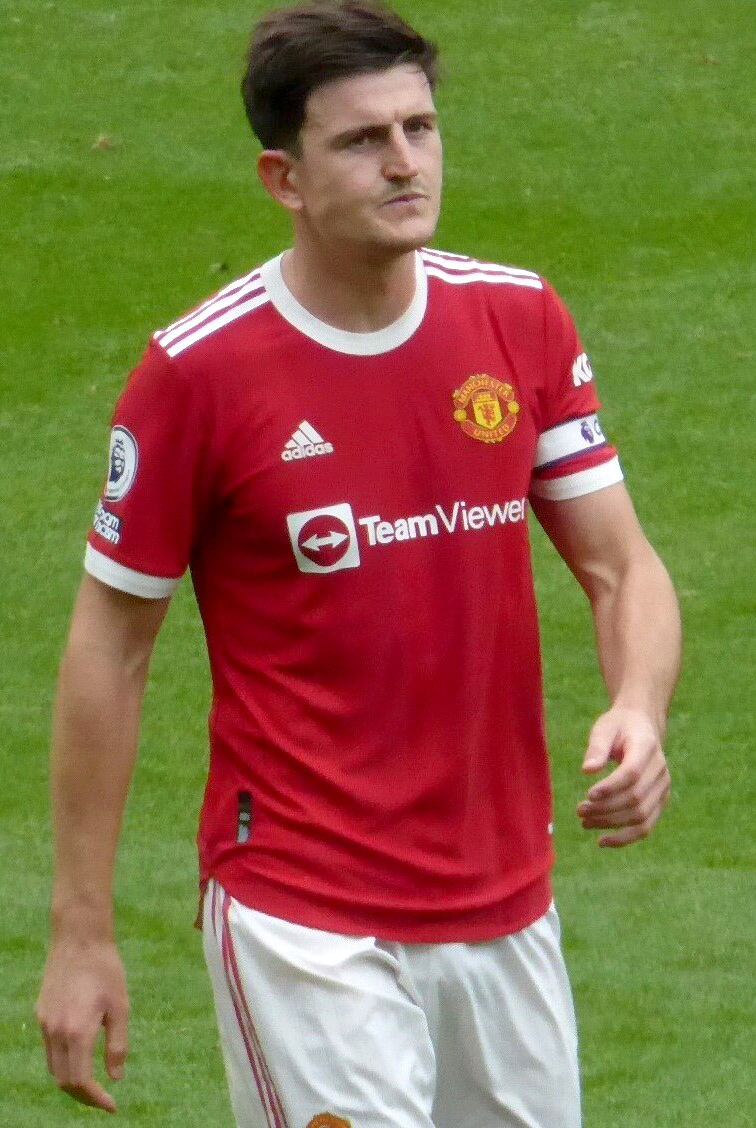
Harry Maguire (* 1993)

- Maguire, James (1882–1944), schottischer römisch-katholischer Geistlicher
- Maguire, James G. (1853–1920), US-amerikanischer Politiker
- Maguire, Jeff (* 1952), US-amerikanischer Drehbuchautor
- Maguire, John A. (1870–1939), US-amerikanischer Politiker
- Maguire, John Joseph (1904–1989), US-amerikanischer römisch-katholischer Geistlicher
- Maguire, Joseph Francis (1919–2014), US-amerikanischer Geistlicher, römisch-katholischer Bischof von Springfield
- Maguire, Kevin (* 1960), US-amerikanischer Comiczeichner
- Maguire, Kevin (* 1963), kanadischer Eishockeyspieler und -schiedsrichter
- Maguire, Laurence (* 1997), englischer Fußballspieler
- Maguire, Marjorie Reiley (* 1942), US-amerikanische römisch-katholische Theologin
- Maguire, Martie (* 1969), US-amerikanische Musikerin
- Maguire, Matthew (1850–1917), US-amerikanischer Gewerkschafter und Politiker
- Maguire, Ruth, schottische Politikerin
- Maguire, Sean (* 1976), englischer Schauspieler und Sänger
- Maguire, Sharon (* 1960), britische Filmregisseurin
- Maguire, Stephen (* 1981), schottischer Snookerspieler
- Maguire, Tobey (* 1975), US-amerikanischer SchauspielerTobey Maguire (* 1975)
- Magulfus, Abt von St. Gallen

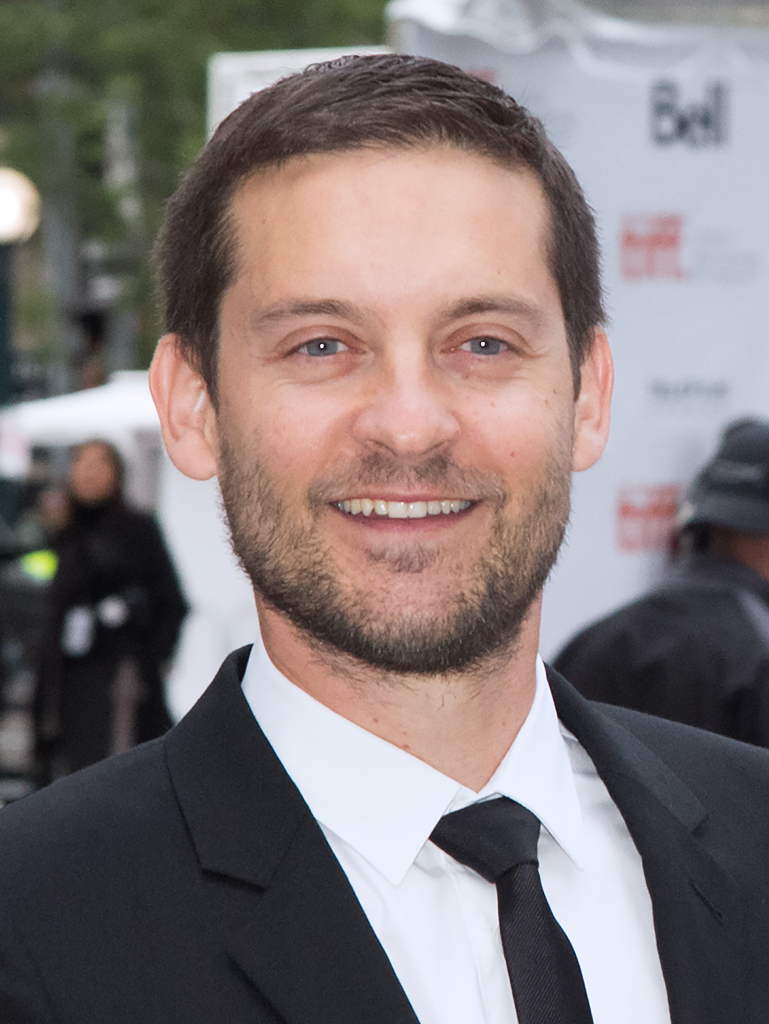
Tobey Maguire (* 1975)

- Magull, Lina (* 1994), deutsche Fußballspielerin
- Magunia, Waldemar (1902–1974), deutscher Politiker (NSDAP), MdR, MdL, SA-Führer, Generalkommissar in Kiew
- Maguranyanga, Kundai (* 1998), simbabwischer Leichtathlet
- Magurno, Óscar (1930–2014), uruguayischer Politiker, Unternehmer und Sportfunktionär
- Magus Wampyr Daoloth, griechischer Keyboarder, Bassist, Sänger und Musikproduzent
- Magusch, Ernst Julius von (1734–1815), preußischer Generalmajor
- Magut, James Kiplagat (* 1990), kenianischer Mittelstreckenläufer
- Magutt, Joseph (* 1969), kenianischer Diplomat und Politikwissenschaftler
- Maguy, Vincent (* 1997), französischer Handballspieler

### Magw
- Magwas, Yvonne (* 1979), deutsche Politikerin (CDU), MdB
- Magwaza, Bhutana (* 1958), eswatinischer Boxer

### Magy
- Magyar, Ágnes (* 1967), ungarische Badmintonspielerin
- Magyar, Armand (1898–1961), ungarischer Ringer
- Magyar, Balázs († 1490), ungarischer Feldherr
- Magyar, Balázs (1934–2006), ungarisch-schweizerischer Chemiker
- Magyar, Derek, US-amerikanischer Schauspieler mit ungarischen Wurzeln
- Magyar, Franz (1894–1958), österreichischer Maschinenbauer und Hochschullehrer
- Magyar, Gabriel (1914–2011), ungarischer Cellist und Musikpädagoge
- Magyar, István (* 1955), ungarischer Fußballspieler
- Magyar, László (1818–1864), ungarischer Entdecker
- Magyar, Marie (1879–1942), österreichische Malerin und Grafikerin
- Magyar, Péter (* 1981), ungarischer Jurist, Oppositionspolitiker und Politiker (Fidesz)Péter Magyar (* 1981)

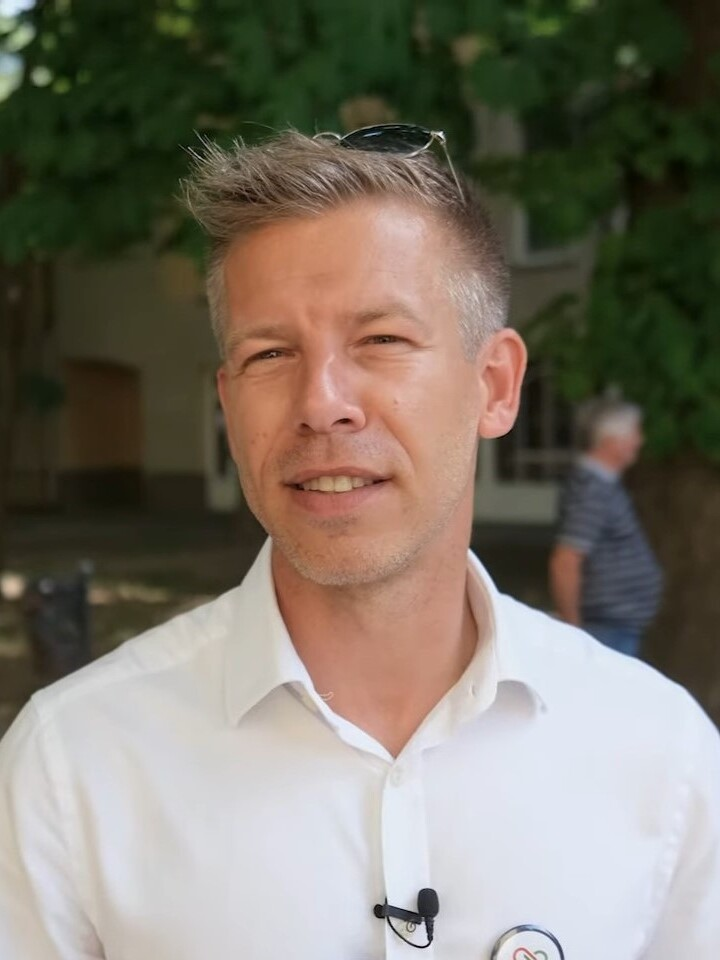
Péter Magyar (* 1981)

- Magyar, Richard (* 1991), schwedischer Fußballspieler
- Magyar, Tibor (* 1947), ungarischer Radrennfahrer
- Magyar, Zoltán (* 1953), ungarischer Kunstturner
- Magyari, Alda (* 2000), ungarische Wasserballspielerin